# معركة اللطرون
مَعْرَكَة اللطرون أو معارك اللطرون هي سلسلة من الاشتباكات العسكرية التي حدثت على مَشَارِف مَنْطِقة اللطرون بين الجَيْش العَرَبي الأردني والجيش الإسرائيلي في الفترة المُمْتَدَّة من 25 مايو وحتى 18 يوليو من عام 1948م، وذلك ضِمْن حَرب النَّكْبة سنة 1948م. وتستمدّ منطقة اللطرون اسمها من اسم الدَّيْر القَرِيب من تقاطع الشارعين الرئيسيين التاليين: الشارع الواصِل بين القُدْس ويافا، والشارع الواصل بين غزة ورام الله. وخلال الانتداب البريطاني على فلسطين، أصبح ذلك الدَّيْر قاعدة لقوات الشرطة البريطانية في فلسطين، حيث تحوَّل المبنى إلى ما يُسَمَّى قَلعَة تيغارت. وقد وَضَع قَرَار الأمم المتحدة رقم 181 منطقة اللطرون ضمن الدولة العربية المُفْتَرَضة. وفي شهر مايو 1948م، كانت المنطقة تحت سيطرة الجيش العربي، ونتيجةً لذلك، كان الجيش العربي مُسَيْطرًا على الطريق الوحيد الواصِل بين المنطقة المحتلة من القدس وبين دولة إسرائيل، وذلك ما أعطى اللطرون أهمية إستراتيجية في معركة القدس.
وعلى الرغم من هجوم الجيش الإسرائيلي على اللطرون في خمس مناسبات مختلفة، إلا أنه لم يَسْتَطِع نهائيًا الاستيلاء عليها، وبَقِيَت تحت الحُكْم الأردني حتى وقوع حرب النكسة سنة 1967م، أو ما يُسَمَّى حرب الستة أيام. أفْضَت المعارك إلى انتصار حاسم للجانب الأردني، حتى أن الإسرائيليين قَرَّرُوا أن يَبْنُوا طريقًا جَانِبِيًّا حَوْل اللطرون لِتَسْيير حَرَكة النَّقْل بين القدس وتل أبيب، ذلك لتجنّب استخدام الطريق الرئيسي الذي يسيطر عليه الجيش الأردني. وعلى أية حال، استطاع سكان القدس اليهود خلال فترة معركة القدس أن يَتَلَقَّوا الإمدادات من خلال طريق جديد سُمِّي «طريق بورما» الذي كان يمر بجانب اللطرون دون المرور بها، وكان مناسبًا للقوافِل الأمنيّة. وتَرَكَت معركة اللطرون بَصْمَتَهَا في الذاكرة الشَّعْبِيَّة الإسرائيلية، كما أنها أصبحت جزءًا من حكايات قِيام الدولة اليهودية. وأَدَّت الهَجَمات إلى مَقْتَل 168 جنديًّا إسرائيليًّا، وهناك بعض المصادر التي تَضَخِّم هذا الرقم إذ يَصِل إلى 2000. ويَحْمِل القتال في اللطرون أهمِّيَّةً رَمْزِيَّة أيضًا بسبب مشاركة بعض النَّاجِين من الهولوكوست ضمن صفوف الجيش الإسرائيلي.
أما في الوقت الحاضِر، فتحتوي أرض المعركة على مَتْحَف عَسْكَري إسرائيلي تابع لسلاح المدرعات الإسرائيلي، وكذلك تحتوي على نُصْب تذكاري لحرب فلسطين الممتدة بين عامَيْ 1947 و1949م.

## خلفية

### حرب النكبة 1948م

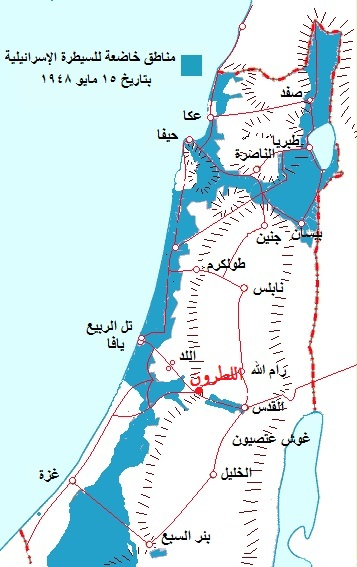
المنطقة الخاضعة للاحتلال الإسرائيلي بتاريخ 15 مايو 1948م

بعدَ تَبَنِّي قرار تقسيم فلسطين الصادر من الأمم المتحدة في 1947م، انْدَلَعَت حرب أهلية داخل أراضي الانتداب البريطاني على فلسطين. وشَكَّل اليهود القاطِنُون في القدس نقطة ضعف بالنسبة لقادة اليهود، وأصبحوا سببًا رئيسًا يدعو للقلق. غدت مدينة القدس معزولة عن باقي مناطق السيطرة اليهودية، بسبب وقوعها في قلب المنطقة الخاضعة للسيطرة العربية، واحتوائها على ما يقارب 100,000 نسمة من السكان اليهود وهو ما يعادل سُدْس إجمالي عدد اليهود داخل مناطق فلسطين تحت الانتداب.
في شهر يناير، وفي خِضَمّ «حَرْب السيطرة على الطُّرُق» حاصر جيش الجهَاد المُقَدَّس بقيادة عبد القادر الحسيني الجزء الذي يحتله اليهود من مدينة القدس، وأُغْلَق الطريق في وجه القوافِل بين القدس وتل أبيب. وبحلول نهاية مارس، أثبَتَت تلك الاستراتيجية فعاليتها، وأصبحت المدينة معزولة عما حولها. فأطلقَت عصابة الهاجاناه بعدها عملية ناخشون (معركة القسطل) التي دَارَت أحداثها في فترة 4 إلى 20 إبريل، وتمكنت الهاجاناه من إدخال عدد من القوافل الكبيرة إلى المدينة بالقوة. بعد استشهاد عبد القادر الحسيني في معركة القسطل، أصدرت اللجنة العسكرية في جامعة الدول العربية أمرًا للجيش العربي الثاني في فلسطين -وهو جيش الإنقاذ العَرَبي- بنْقُل قوّاته من السَّامِرَة (الجزء الشمالي من الضفة الغربية المعروفة حاليًّا) ونشرها على طريق القدس ومناطق اللطرون والرَّمْلَة واللِّد.
في منتصف مايو، لم يَكُن وَضْع السكان العرب في مدينة القدس وضواحيها أفْضَل، كان يَبْلُغ عدد العرب في المدينة 50,000 نسمة، أما عددهم في ضواحي القدس فتَرَاوَح بين 30,000 و40،000. بعد مجزرة دير ياسين والعدوان اليهودي في إبريل الذي أدَّى إلى التَّهْجير الكبير للفلسطينيين للكثير من مدنهم، خافَ سكان القدس العرب أن يلاقوا مصائرًا مشابهة. وبعد انسحاب بريطانيا من فلسطين وإنتهاء الانتداب البريطاني في 14 مايو، أَطْلَقَت عصابة الهاجاناه عَمَلِيَّات عديدة بهَدَف الاستيلاء على القدس، فطَلَبَت القيادة العربية من الملك عبد الله الأول -ملك الأردن وقتها- أن يُكَرِّس جيشه للتصدِّي للمطامع اليهودية.
وفي 15 مايو، كان الوَضْع فَوْضَويًّا في الدولة الإسرائيلية القائمة حديثًا، وكذلك بين السكان الفلسطينيين بعد انسحاب بريطانيا، وتفوَّقَت القوات الإسرائيلية على نظيرتها العربية، ولكنها خَافت من تَدَخّل القوات العربية التي أعْلَنَت في نفس اليوم عَزْمَهَا على المشاركة في القتال.

### الجغرافيا

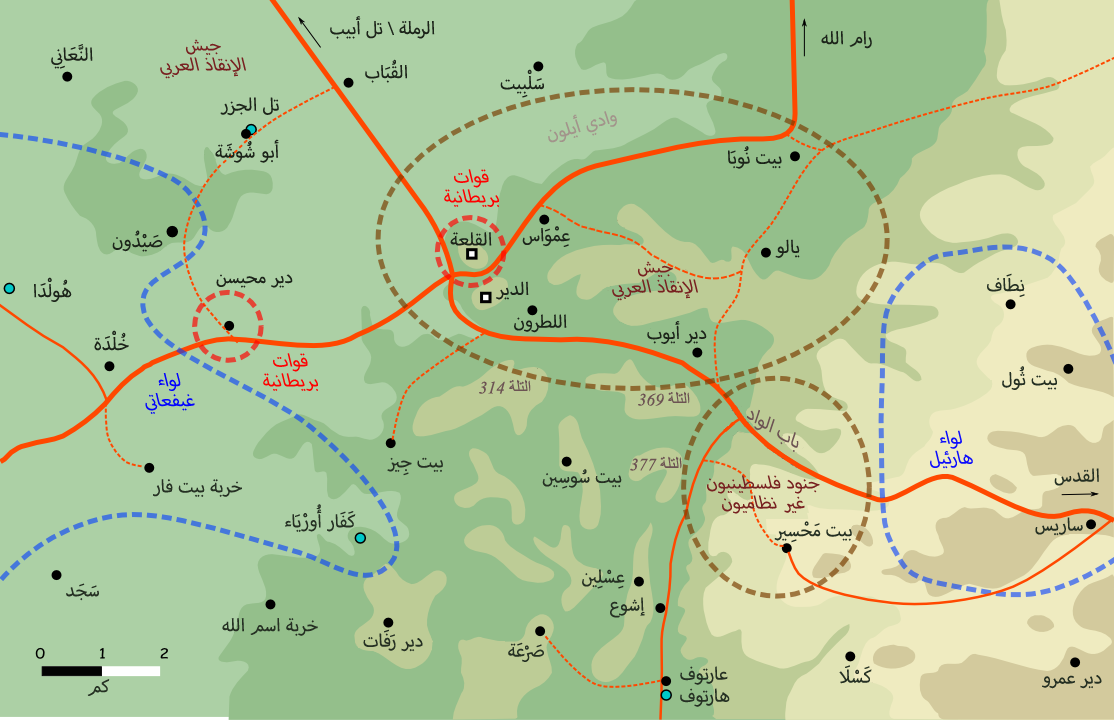
منطقة اللطرون (10 مايو 1948م)

تَنْدَرِج اللطرون ضمن المنطقة المخصصة للدولة العربية في خطة تقسيم الأمم المتحدة لفلسطين. وتَتَمَوْضَع اللطرون أعلى سلسلة جبلية وعرة التضاريس، تُطِلّ من ناحية الشرق على سهل اللد والرملة، أما من ناحية الغرب فتطل على منطقة باب الواد التي يمر عبرها الطريق الذي يربط مدينة القدس بالساحل الفلسطيني، حيث تَقَع اللطرون عند تقاطُعْ طريق يافا (تل أبيب)-الرملة-القدس مع طريق رام الله-غزة، وعند ذلك المكان، يشق طريق القدس سفوح تلال يهودا عند باب الواد. سيطرت قلعة اللطرون على وادي أَيَلُون، بالتالي فإن مَنْ يُسَيْطر عليها سيسيطر بالضرورة على طريق القدس.

في 1948م، احْتَوَت اللطرون على مُخَيَّم اعتقال وقَلْعَة تُمَثِّل محطة للشرطة البريطانية كانت قد بُنِيَتْ بين عامَيْ 1941م و1942م أعلى تلة مُطِلَّة على طريق يافا-القدس، وكذلك يوجد دِير للرهبان الترابيين يعود تأسيسه إلى عام 1861م، حيث بناه أحد مسيحيِّي القدس بهدف جعله نُزُلًا للحجيج الذين يمرون من طريق يافا-القدس، ثم باعَه للرهبان الذين حولوه إلى دير يحتوي كنيسة كبيرة ومساكنًا لرجال الدين في 1890م. بالإضافة إلى ذلك، توجد في المنطقة عدة قُرَى وهي: اللطرون وعِمْوَاس ودير أيوب وبيت نُوبَا. إبان الحرب الأهلية وبعد استشهاد عبد القادر الحسيني، تَمَوْضَعَت قوات جيش الإنقاذ العَرَبي حول قلعة الشرطة وبعض القُرَى دون الاكتراث بالبريطانيين. وهاجَم جيش الإنقاذ بشكل مُنْتَظِم قوافل الإمدادات المُتَوَجِّهَة إلى القدس. وحتى ذلك الوقت، لم تُدْرِك كوادر الجيش الإسرائيلي ولا الجيش الأردني الأهمية الاستراتيجية لمنطقة اللطرون ولم تتحضر لذلك.

## البدايات

### عملية ماكابي (8 - 16 مايو)

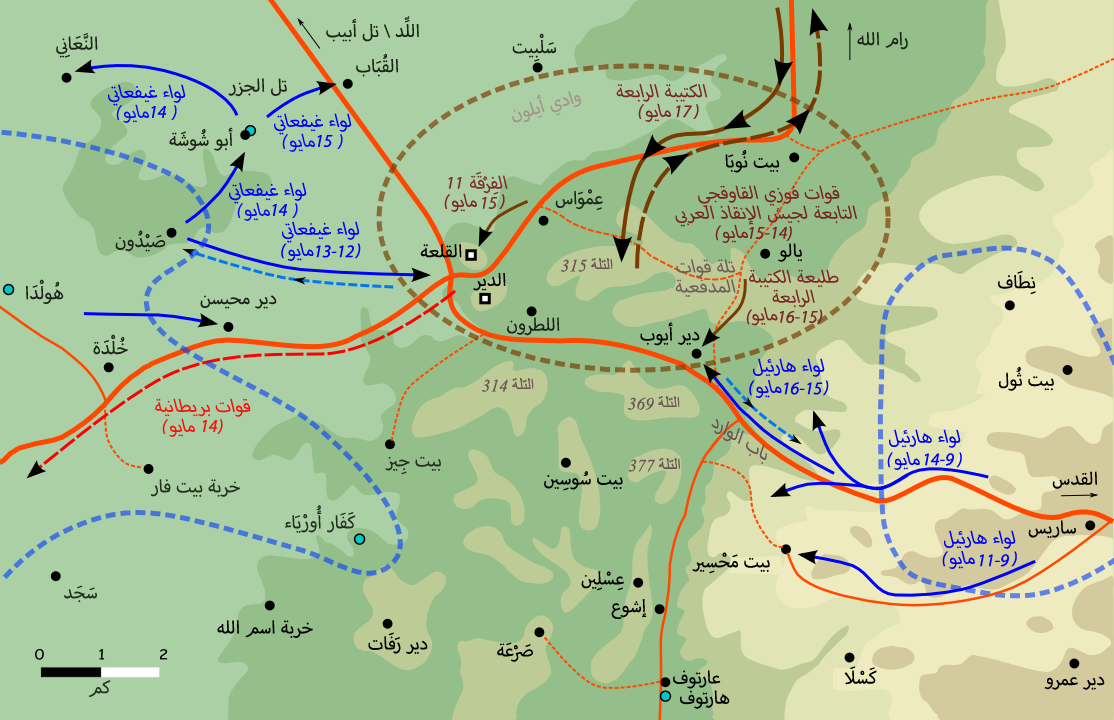
منطقة اللطرون (حوالي 15 مايو 1948م)

في 8 مايو، أَطْلَقَت الهاجاناه عملية ماكابي ضدّ جيش الإنقاذ العربي والفلسطينيين الذين استعادوا من اليهود عدة قُرَى واقعه على طول طريق القُدْس وقَطَعُوا الطريق أمام الدَّعْم المُوَجِّه إلى المجتمع اليهودي في القدس. شارَك لِواء غيفعاتي (الذي هَاجَم من الغَرْب) ولواء هارئيل (الذي هاجم من الشرق) في القتال بشكل ملحوظ على منطقة اللطرون.
وبين 9-11 مايو، هاجَمَت كتيبة من لواء هارئيل قرية بيت محسير واسْتَوْلَت عليها، وكان الفلسطينيون قد اتخذوها قَاعِدَة للسيطرة على باب الواد. كما احْتَلًّت تلك الكتيبة موقعًا على التلال الشمالية والجنوبية لطريق القدس، واضْطُرَّت الكتيبة لِتَحَمُّل نيران جيش الإنقاذ العربي والنيران غير المتوقّعة وغير الاعتيادية  من المُدَرَّعَات البريطانية، لكنها نجحت في البقاء في موقعها وتَحْصِينِه كذلك.
ومن الجهة الغربية وبتاريخ 12 مايو، استَوْلَى لِوَاء غيفعاتي على مخيم الاعتقال البريطاني على الطريق المؤدي إلى اللطرون، ولكنه تَخَلَّى عنه بعد يوم واحد. وبين 14 و15 مايو، احتلَّت الكتيبة رقم 52 التابعة للواء قُرَى أبو شوشة والقُبَاب والنعاني شَمَال اللطرون، مما تسبب في قَطْع الطريق الواصل بين المنطقة وبلدة الرَّمْلَة وهي البلدة العربية الرئيسة فيها. ذكر كل من دومينيك لابيير ولاري كولينز أنَّ أحد فصائل لواء غيفعاتي أطْلَق النار على قَلْعَة الشرطة صباح يوم 15 مايو واقتحمها بدون مقاومة. وفي نَفْس اليوم أيضًا وعلى الجَبْهَة الشرقية احتلّ لواء هارئيل قرية دير أيوب، ولكن القوات العربية استطاعت استعادة اللطرون ودير أيوب بعد يومين فقط.
أدْرَك الضُّبَّاط الإسرائيليون في الميدان آنذاك الأهمية الاستراتيجية لمنطقة اللطرون، فأرسل قائِد لواء هارئيل تقريرًا إلى قائد وحدة بلماح يُفِيد بأن تقاطُع اللطرون أصبح محور العمليات الرئيسة في المعركة (معركة القدس)، ولكن هذا الإدراك لأهمية اللطرون لم يَكُن معروفًا بين الكوادر الإسرائيلية قبل أسبوع. في تلك الأثناء وبسبب تَقَدُّم الجيش المصري نحو فلسطين للقتال، تلقى لواء غيفعاتي أوامر بالانتقال وإعادة الانتشار في منطقة أَقْرَب إلى الجَبْهة الجنوبية المُوَاجِهَة للجيش المصري، وأُمِر لواء هارئيل بالبقاء في نِطَاق مدينة القدس. تسبب قرار الانسحاب من اللطرون بالإضافة إلى حقيقة عدم التَّخْطيط لأهميتها الاستراتيجية بخلاف بين رئيس عمليات الهاجاناه يغائيل يادين وقائد لواء هارئيل إسحق رابين.

### سيطرة الجيش العربي على اللطرون

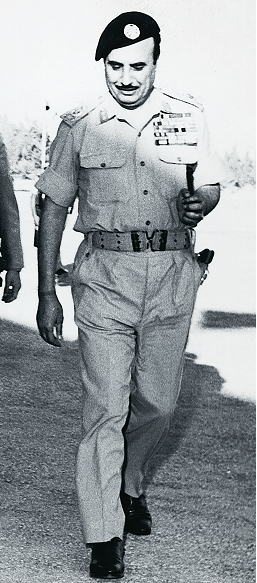
المشير حابس المجالي قائد الكتيبة الرابعة من الجيش العربي الأردني.

أثناء حالة الفوضى التي سَادَت في الأيام الأخيرة للانتداب البريطاني على فلسطين، ومع نِيَّة الجيوش العربية بالدخول في حرب مع اليهود، انتقلت السيطرة على اللطرون إلى الجيش العربي الأردني بدون قتال. في باديء الأمر، في حوالي 14-15 مايو، تلقى فوزي القاوقجي أوامر بالإنسحاب مع جيش الإنقاذ من المنطقة وإخلائها للجيش العربي، واستنادًا لما ذكره يوآف جيلبر، فإن هذا الانسحاب حدث قبل وصول الجنود الأردنيين إلى اللطرون، وسَيْطَر 200 جندي عربي غير نظامي على ذلك الموقع. ولكن بيني موريس أَشَارَ إلى تواجد كتيبة من الفَيَالِق التابعة للفِرْقَة 11 من الجيش العربي إلى جانب هؤلاء الجنود غير النظاميين الذين استَوْلَوْا معًا على قلعة اللطرون.
كانت بعض عناصر الجيش العربي متواجدة بالفِعْل في فلسطين خلال الانتداب البريطاني عليها، إذ خَدَمَت كقوات مُسَاعِدَة للبريطانيين في فلسطين. تعهد البريطانيون بأن تنسحب وحدات الجيش العربي تلك من فلسطين قبل نهاية إبريل، ولكن بَعْض تلك الفِرَق لم تغادر البلاد لأسباب تقنية. ونَظَّم جون باغوت غلوب -قائد الجيش العربي وَقْتَهَا- تلك الوحدات داخل كيان عسكري واحد يتألَّف من لِوَاءَيْن، كل واحد منهما يتكون من كَتِيبَتَيْ مُشَاة، بالإضافة إلى العديد من فِرَق المُشَاة المستقلة. وأُعْطِيَت لكل واحدة من الكتائب فِرقة مُدَرَّعات، أما قوات المِدْفَعِيَّة فَشَكَّلَت كتيبة مستقلة تمتلك ثلاثة بطاريَّات صاروخية. وتَشَكَّل لِوَاء «وَهْمِيّ» لإيهام الإسرائيليين بأنه لواء احتياطي، مما يمنعهم من شَنّ هجوم مضاد نحو الأردن.
وفي 15 مايو، شاركت الدُّوَل العربية في الحرب، وانتشرت القوات المسلحة السورية والعراقية والأردنية والمصرية في فلسطين. بالنسبة لقوات المشاة الأردنية، فتأَسَّسَت بشكل رئيسي من قوة نخبة آلية يؤطرها ضباط بريطانيون، وسميت الفَيْلَق أو الجيش العربي، وتألفَت قوات الجيش العربي في فلسطين من الوحدات التالية:
- اللواء الأول وتألف من الكتيبة الأولى والثالثة اللَّتَان تنتشران في المناطق المؤدية إلى نابلس.[ملاحظة 4]
- اللواء الثالث بقيادة الكولونيل أشتون، وتألف من الكتيبة الثانية بقيادة الرائد جيفري لوكيت،[23] والكتيبة الرابعة التي تَمَرْكَزَت في رام الله بقيادة المُشِير حابس المجالي. وبذلك يكون حابس المجالي أول ضابط عربي يستلم قيادة كتيبة في الجيش. وتكونت هذه الكتيبة من 3 سرايا بالإضافة إلى سرية واحدة مساندة، وكان قادة جميع تلك السرايا عربًا أيضًا.[ع 11]
- الكَتِيبَتَان الخامسة والسادسة وكانتا تَعْمَلَان بشكل مستقل.

أَدْرَك غلوب الأهمية الاستراتيجية للطرون لأول مرة خلال معركة القدس، وكان لديه هَدَفَان من السيطرة على تلك المنطقة: فقد أراد أن يمنع الإسرائيليين من تقوية المنطقة المحتلة من مدينة القدس بِقَطْع إمدادهم عنها، كما سعى لأن «يصنع تباعدًا» لإبقاء قوات الهاجاناه بعيدةً عن المدينة، مما سيضمن سيطرة العرب على القدس الشرقية. وبالإضافة إلى الفرقة الـ11 من الجيش العربي التي كانت متواجدة أساسًا في اللطرون كما ذُكر سابقًا، أرْسَل غلوب الكتيبة الرابعة كاملةً إليها أيضًا، ولتعزيز الكتيبة الرابعة، جرى إرسال الكتيبة الثانية في 23 مايو، حيث تمركزت في منطقة باب الواد والتلال القريبة من قرية يالو. وفي ليلة 15-16 مايو، وَصَلت أول وحدة عسكرية عربية بلغ قوامها 40 فَرْدًا بصُحْبَة عدد غير معروف من البدو بهدف تعزيز السيطرة على المنطقة، وفي 17 مايو وَصَل باقي أفراد تلك الوحدة إلى اللطرون.
وفي 18 مايو، كانت أعداد قوات الجيش العربي المنتشرة حول اللطرون وباب الواد كافية لإغلاق طريق القدس من جديد. واحتاجت هيئة أركان الجيش الإسرائيلي لعدة أيام لتُدْرِك أهمية تحركات الجيش الأردني وانتشاره حول اللطرون والقدس، لاعتقادها بأنها منتشرة في العديد من المواقع داخل فلسطين.

### الوَضْع في القدس

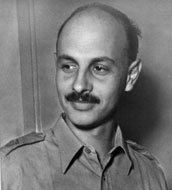
اللواء يغائيل يادين قائد عمليات الجيش الإسرائيلي خلال حرب 1948م.

في القدس، نَجَحَت الهَجَمَات اليهودية في الاستيلاء على المباني والحُصُون التي تَرَكَها البريطانيون عند انسحابهم من فلسطين، فَاَرْسَل غلوب باشا الكتيبة الثالثة من الجيش العربي إلى القدس لِدَعْم الجنود العَرَب غير النظاميين هناك ولمواجهة القوات اليهودية. وبعد قِتَال عَنِيف، أصبحت المواقع اليهودية المحتلة في البلدة القديمة مهددة (وقد أُدْرِك ذلك بالفعل في يوم 28 مايو). في 22 و23 مايو، وَصَل اللواء الثاني من الجيش المصري إلى الضواحي الجنوبية من مدينة القدس، وكان يتكون من عدة كتائب من المتطوعين غير النظاميين، وعدة وحدات عسكرية من الجيش النظامي، وحاصَر مُسْتَوْطَنَة رمات راحيل واسْتَمَرَّ بالهجوم عليها.
كان غلوب يدرك أن الجيش الإسرائيلي سيصبح أقوى من جيشه عاجلًا أم آجلًا، ويجب عليه أن يمنع تَعْزيز قدرات لواءَيْ هارئيل وإتزيوني الإسرائيليَّيْن كي يستطيع تأمين مدينة القدس. وأَعَاد توزيع قواته في 23 مايو لتشديد حصارها على القدس. وحَلَّ الجيش العراقي المدعوم بالدبابات وقتها محل قوات الجيش العربي في شمال السامرة، مما دفع تلك القوات للتَّوَجُّه إلى نِطَاق مدينة القدس. وانتقلت الكتيبة الثانية من الجيش العربي إلى اللطرون. وأصبح هناك لواء أردني كامل مُتَمَوْضِع في اللطرون.
أما في الجانب الإسرائيلي، فأَرْسَل العديد من القادة الإسرائيليين في الجزء المُحْتَلّ من مدينة القدس بَرْقِيَّات عن طريق التِّلِغْراف إلى ديفيد بن-غوريون، يصفون له صعوبة الوَضْع في المدينة تحت الحصار، وأنهم من المرجح أن لا يصمدوا لأكثر من أُسْبُوعَيْن. أصدر بن-غوريون قرارًا بالاستيلاء على اللطرون التي يقطع الجيش العربي فيها طريق الإمدادات عن القدس، وذلك خوفًا من انهيار المدينة إذا لم تَصِل التعزيزات إليها. بَدَا هذا القرار ضَرورة إستراتيجية، ولكنه انطوى على مشكلة سياسية، ذلك أن اللطرون تقع ضمن المنطقة المخصصة للدولة العربية حَسْب شروط خطة الأمم المتحدة لتقسيم فلسطين، وسيكون الهجوم الإسرائيلي عليها مَخَالِفًا لاتّفاقيات عدم الاعتداء المُنْعَقِدَة مع الملك عبد الله الأول. كما أن يغائيل يادين رئيس عمليات الجيش الإسرائيلي عَارَض القرار، إذ اعتبر أن هناك مهامًّا عسكرية أكثر أهمية في تلك اللحظة، وتحديدًا على الجبهة الجنوبية المُوَاجِهَة للجيش المصري الذي كان سَيُهَدِّد تل أبيب إذا استطاع الانتصار في معركة ياد مردخاي. ولكن بن-غوريون فرض سياسته العسكرية على الجيش الإسرائيلي. وأدَّى ذلك الاختلاف في الاستراتيجيات إلى التأثير على نتائج المعركة، وأصبح مَوْضِعًا للجدال داخل الأوساط الإسرائيلية لعدة السنوات.

## المعارك

### عملية بِنْ نون أ (24 - 25 مايو)
سُمِّيَت العملية بذلك نسبةً إلى يوشع بن نون الذي انتصر على الكنعانيين بحسب ما ذُكر في سِفْر يشوع الذي يؤمن به اليهود. كُلِّف شلومو شامير (وهو ضابط بريطاني سابق انضمّ للقوات الإسرائيلية) بقيادة العملية، وتألَّفَت قوَّاته من 450 رجلًا من لواء الإسكندروني و1,650 رجلًا من اللواء السابع، من ضمنهم ما بين 140 و145 رجلًا (نسبتهم 7% من إجمالي القوات) وصلوا لتوِّهم إلى إسرائيل. تَأَلَّفت أسلحتهم الثقيلة من مِدْفَعَيْ هاون فرنسيَّيْن من عيار 65 ميليمترًا (2.6 إنشًا) صُنع عام 1906م (يُلَقَّب ذلك النوع من المدافع باسم نابليون شيك)، ومدفع هاون واحد من عيار 88 ميليمترًا (3.5 إنشًا) مع 15 قذيفة، ومدفع واحد من نوع دافيدكا، وعشرة راجمات صاروخية من عيار 76 ميليمترًا (3 إنشات)، و12 مركبة مدرعة. كما تواجد في أرض المعركة 300 جندي من لواء هارئيل، لم يكونوا على عِلْم بها، إلا أنهم شاركوا فيها بعد أن اكتشفوا أمرها عند اعتراضهم لإحدى إشارات الراديو.

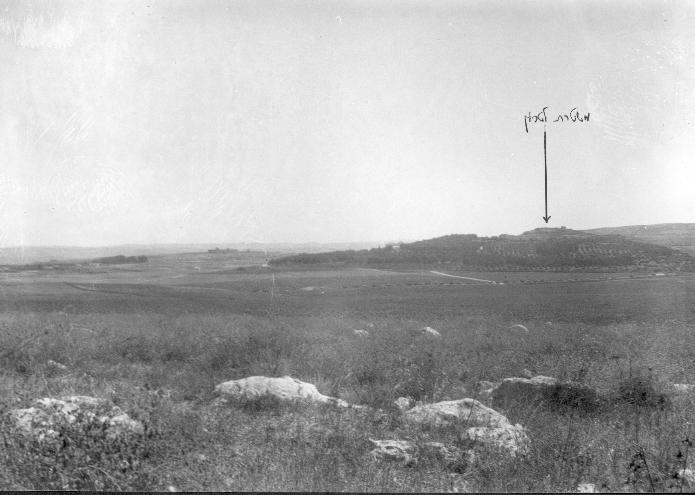
قافلة يهودية تَجِد طريقها إلى القدس مرورًا بالمنطقة الواقعة أسفل دِير اللطرون. 1948م.

أما القوات الأردنية فكانت بقيادة المشير حابس المجالي. وتألفت من الكتيبة الرابعة التابعة للِّواء الثالث و600 متطوع أردني بالإضافة إلى 600 متطوع من السكان المحليين، أما الكتيبة الثانية من اللواء نفسه -التي كانت بقيادة الرائد جيفري لوكيت- فكانت قد غادرت لِتَوِّهَا مدينة القدس ووَصَلَت اللطرون خلال المعركة. وأصبح يبلغ مجموع جنود ذلك اللواء في اللطرون ما مقداره 2,300 جندي بالإضافة إلى 800 من القوات المُسَاعِدة والمتطوعين. وامتلكت القوات الأردنية تحت تَصَرُّفِهَا 35 مَرْكَبَة مُدَرَّعَة منها 17 مصفحة مارمون-هرينجتون تمتلك كل واحدة منها مدفعًا مضادًّا للدبابات يُطْلِق قذائفًا بوزن رَطْلَيْن. أما بالنسبة لسلاح المدفعية، فامتلكت القوات الأردنية 8 من مدافع 25-رطل المَيْدَانِيَّة، و8 من مدافع 6-رطل المضادة للدبابات، و10 من مدافع 2-رطل المضادة للدبابات، بالإضافة إلى 16 مدفع هاون عيار 3 إنشات.
حَدَّد الإسرائيليون ساعة الصفر (بداية الهجوم) عند منتصف ليلة 23 مايو، ولكنها تأجلت 24 ساعة لأنه لم يكن ممكنًا جَمْع الجنود والأسلحة في الوقت المُحَدَّد. وبسبب عدم إرسال دوريات إستطلاعية، لم يَعْرِف الإسرائيليون بِنْيَة القوات الأردنية بشكل تام. كانت التقارير الاستخباراتية وقتها تتحدث عن وجود «قوات محلية غير نظامية» في اللطرون. وفي 24 مايو الساعة 19:30، تَلَقَّى شلومو شامير تحذيرًا بوجود قوة أردنية تتألف من 120 مركبة منها عَرَبَات مُصَفَّحَة ومدفعية في طريقها إلى اللطرون، مما دَفَعَه بتعجيل وقت بداية الهجوم. وتأجل الهجوم ساعتين بعد تلقي التحذير، وتقررت بدايته في الساعة 22:00. وكانت خطة الهجوم تنطوي على مِحْوَرَيْن:
- تنطلق السرية الأولى والثانية من الكتيبة 32 من لواء الإسكندروني من جنوب اللطرون وتَتَّجِهَان شمالًا في حركة خفية لتجنُّب اكتشافهما، وذلك للاستيلاء على التلال المُطِلَّة على اللطرون وقرية عِمْوَاس بهدف قَطْع الطريق على أية إمدادات عسكرية عربية، بالإضافة إلى حماية طريق قوافل الإمدادات. فإن نجح ذلك، فسيكون على الكتيبة 32 التحرُّك غربًا لمُهَاجَمة واحتلال قرية اللطرون وقلعة الشرطة.[ع 14]
- تَلْتَفّ الكتيبة 72 من اللواء السابع حول المنطقة من الجنوب حتى تصل إلى طريق القدس عند مستوى باب الواد، لتتمكن بعدها من عبور الطريق وصعود التِّلَال للسيطرة على قُرَى دير أيوب، ويَالُو، وبيت نُوبَا، ثم تَنْصِب هناك كمينًا لحماية طريق القوافل. ومن الممكن دَعْمها بثلاث مَرْكَبَات مُدَرَّعَة ومركبتَيْن نِصف مُجَنْزَرَتَيْن من الكتيبة الـ73.[28]

وفي المساء، حدث ما لم يتوقَّعْه الإسرائيليون، إذ عثروا على حاجز على الطريق واضطروا لتفكيكه وفَتْح الطريق فقد كان يتعين على اللواء عبوره، مما أدى إلى تأخير ساعة الصِّفْر مرة أخرى لتصبح عند منتصف الليل. في النهاية، خاض الجنود المعركة بين الساعة 2 والـ5 فَجْرًا، بدون وجود تغطية مناسبة. وبسبب ذلك كَشَفَت القوات الأردنية الجنود الإسرائيليين بسرعة، مما حَرَمهم من عُنْصر المفاجأة. بدأ الهجوم الإسرائيلي عند الـ3:30 فَجْرًا، وتَعَرَّضَت القوات الإسرائيلية لقصف ناري شديد، حاوَلَت المدفعية الإسرائيلية التدخُّل ولكنها سرعان ما فشلت، إما بسبب أخطاء في استعمال وتوجيه البطاريات الصاروخية أو انتهاء الذخيرة أو لأنها لم تكن على مسافة قريبة تسمح لها بإطلاق القذائف المضادة للبطاريات الصاروخية.

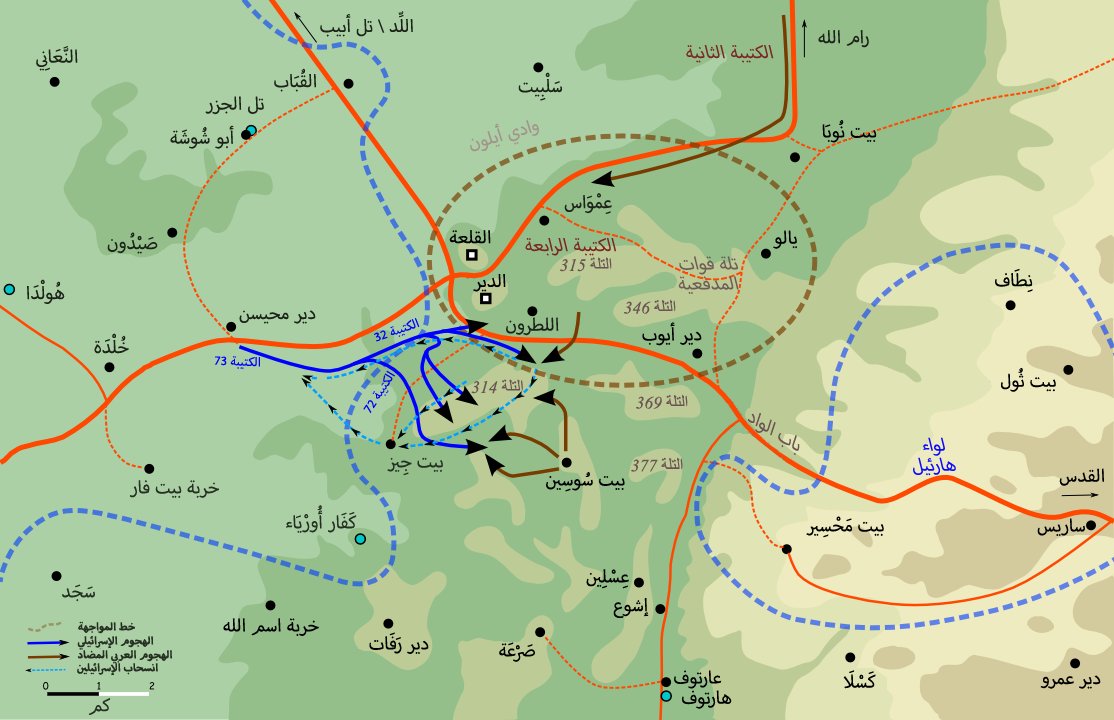
عملية بن نون أ (24 - 25 مايو 1948م)

تنبَّأ شلومو شامير بأن جيشه سيتعرض لهزيمة شاملة، مما دَفَعَه إلى إصدار أوامر بالإنسحاب في الساعة 11:30 ظُهْرًا. ولأن الانسحاب كان في أرض مفتوحة وتحت شمس شديدة الحرارة ولم يحمل الجنود الإسرائيليون معهم ما يكفي من الماء فقد قُتِل وجُرِح الكثير منهم بنيران العرب. ولم يصَل أول الرجال المصابين إلى مَرْكَبَاتِهِم التي تركوها صباحًا عند بداية الهجوم إلا عند الساعة الـ2 بعد الظهيرة. ولأن الجانب الإسرائيلي لم يؤمِّن التغطية المدفعية الفاعلة في الانسحاب، فضلًا عن درجات الحرارة العالية، بدأ الجنود الإسرائيليون بالإنسحاب بشكل عشوائي، ورمى الكثير منهم سلاحه، ذلك ما أدى إلى استحواذ القوات الأردنية على 220 بندقية، و15 مدفعًا رشاشًا، وعَشَرَات الرشاشات من نوع سْتِن. وعلى أية حال، واستنادًا إلى بيني موريس، فإن الجيش العربي لم يستغل ذلك الانتصار، إذ كان بإمكانهم بسهولة تنفيذ هجوم مضاد يصل إلى مراكز القيادة العامة الإسرائيلية في هولدا.
استنادًا إلى الأرقام الصادرة عن القيادة العامة للقوات المسلحة الأردنية، فقد تركت القوات الإسرائيلية خلفها 800 قتيل بالإضافة إلى الكثير من الأسلحة والمعدات العسكرية التي استولى عليها الجانب الأردني، بينما وقع 3 قتلى من الجيش الأردني. أما المصادر الإسرائيلية فتقول بأن خسائر الجنود الأردنيين وزملاءهم من العرب غير النظاميين بَلَغَت 5 وَفَيَات و6 جَرْحَى، أما الإسرائيليون فقد بلغت خسائرهم 72 قتيلًا: 52 منهم من الكتيبة 32 و20 من الكتيبة 72، و6 أسرى و140 جريحًا. كان أرئيل شارون -الذي أصبح رئيس وزراء فيما بعد- وقتها ملازمًا في المعركة، وقادَ واحدًا من فصائل الكتيبة 32، تَعَرَّض إلى إصابة خطيرة في مَعِدَتِه خلال المعركة، ووقع أسيرًا في أيدي القوات الأردنية، لكن أُفْرِج عنه لاحقًا مقابل إفراج القوات الإسرائيلية عن أسير عربي خلال عملية تبادل أسرى.

### إعادة تنظيم الجبهة المركزية للجيش الإسرائيلي
في نهاية شهر مايو، كان ديفيد بن-غوريون مٌقْتَنِعًا بأن الجيش العربي يَسْتَشْرِف السيطرة على كامل مدينة القدس. عِلَاوة على ذلك تَدَهْوَرت أوضاع اليهود بعد القتال، امتلك المجتمع اليهودي احتياطات قليلة جدًّا من الوقود والخبز والسكر والشاي، ولم تكن تلك الاحتياطات لتصمد لأكثر من 10 أيام، أما احتياطي الماء لديهم فكان يكفي لـ 3 أشهر. ومن وجهة نظر غلوب، كان الهدف لا يزال مَنْع الإسرائيليين من تعزيز القوة العسكرية في المدينة والاستيلاء على الجزء الذي لا يزال يحافظ عليه العرب منها. في 29 مايو، أَعْلَن مجلس الأمن التابع للأمم المتحدة نيَّتَه في فَرْض وَقْف إطلاق نار لمدة 4 أسابيع، مما سيمنع احتلال اليهود للمزيد من المناطق الفلسطينية وبالتالي سيمنع إمداداتهم من الوصول إلى مدينة القدس المُحَاصَرَة.
ومن وجهة نظر عسكرية، احتاج لواء هارئيل العاشر إلى تعزيزات، فأرسل له بن-غوريون كتيبة من لواء إتزيوني السادس. كما اعتبر أنه من الضروري جدًّا على اللواء السابع أن ينضم إلى القوات الإسرائيلية في القدس بالإضافة إلى اختيار 400 مُجَنَّد لتعزيز لواء هارئيل. وكانت الأسلحة وقِطَع الغَيَار التي وَصَلَت إلى إسرائيل من الدول الغربية عبر الجو جاهزة في ذلك الوقت لاستخدامها في القتال على جبهة القدس. وكان قائد اللواء السابع يَتَمَنَّى إزالة الآثار السلبية الناتجة عن هزيمة اللطرون التي تؤثر على معنويات الجنود وعلى هَيْبَته هو شخصيًّا. أُعِيد تنظيم الجبهة المركزية للجيش الإسرائيلي وكُلِّف بقيادتها الكولونيل ميكي ماركوس وهو أحد المتطوعين الأمريكيين الذي يشاركون في القتال مع الجانب الإسرائيلي، والذي تَرَقَّى نتيجةً لمنصبه الجديد إلى رُتْبَة أَلُوف (جنرال عام). كما تَوَلَّى قيادة لواء إتزيوني واللواء السابع، وكذلك لواء هارئيل العاشر المُصَنَّف ضمن قوات البَلْمَاح.

### عملية بن نون ب

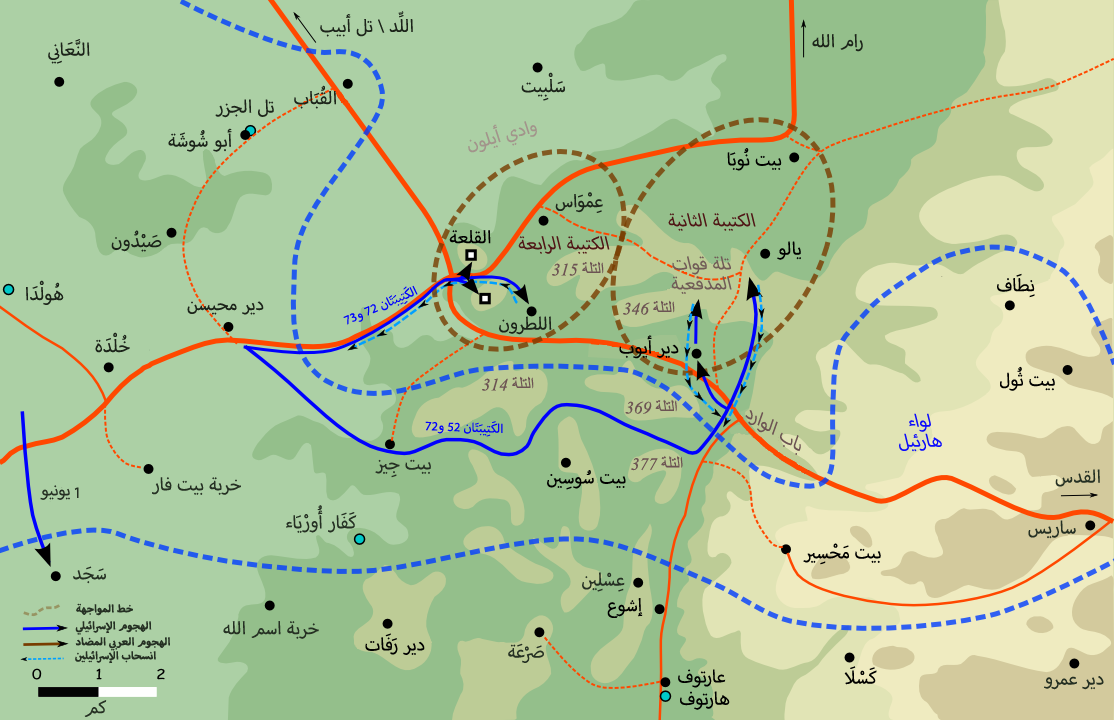
عملية بن نون ب (30 - 31 مايو 1948م)

كُلِّف شلومو شامير مرة أخرى بقيادة عملية بن نون، فاستدعى للمعركة اللواء السابع والكتيبة 52 من لواء غيفعاتي التي حَلَّت محل الكتيبة 32 التي دُمَّرت خلال المعركة الأولى. بالإضافة إلى الكتيبة الـ73 التي كانت قوة مُدَرَّعَة من المشاة الخفيفة مزودة بِقَاذِفَات اللَّهَب و22 «سيارة عسكرية» مَحَلِّيَّة الصُّنْع.

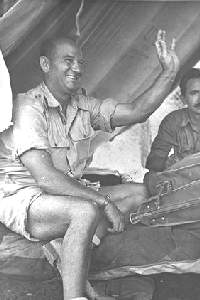
الكولونيل الأمريكي ميكي ماركوس في 1948، والذي كان أول جنرال عام (ألوف) بعد قيام إسرائيل.

أرسل الإسرائيليون الكثير من دوريات الإستطلاع، ورغم ذلك لم يُكَوِّنوا فكرة واضحة عن حجم القوات الأردنية، وتَوَقّعوا مواجهة 600 رجل من الجيش العربي وجيش الإنقاذ، بالتالي خَصَّصُوا قوة عسكرية تبيَّن لاحقًا أنها غير كافية للدفاع والمحافظة على جبهة اللطرون الأمامية التي يبلغ امتدادها 4 كيلومتر (2.5 ميل). كان الأردنيون لا يزالون في الحقيقة يمتلكون لواءًا عسكريًّا كاملًا مدعومًا بمئات الجنود غير النظاميين في اللطرون. وأخذ الإسرائيليون بعين الاعتبار الأخطاء التي ارتكبوها في المعركة الأولى، مما دفعهم إلى أن يكونوا أكثر دقة في تنظيم هذا الهجوم الجديد وكذلك في تحديد المنطقة التي سيبدأ منها الجنود هجومهم والتي تَحَدَّدَت بشكل نهائي في 28 مايو. وبشكل خاص أخذوا حِذْرَهُم من قِرْيَتَيْ بيت جِيز وبَيْت سُوسِين اللتان أطلق منهما الجيش العربي هجومات مضادة خلال المعركة الأولى، وكذلك الأمر مع التلة رقم 369. وكان من المتوقع أن يجري هذا الهجوم أيضًا على مِحْوَرَيْن:
- محور شرقي: تؤدي الكتيبة 72 من اللواء السابع وكتيبة المشاة 52 من لواء غيفعاتي هجومًا مضادًّا من الجنوب وصولًا إلى قرية بيت سوسين، ومنها تنطلق للاستيلاء على منطقة باب الواد، بعدها تَشُنّ هجومًا على قرية دير أيوب ثم قرية يالو، بعدها تتوجه إلى اللطرون لتشنّ عليها هجومًا من جهة الشرق.
- محور غربي: تؤدي كتيبة المشاة 71 وكتيبة المُدَرَّعَات 73 التابعتَيْن للواء السابع هجومًا على قَلْعَة الشرطة في اللطرون، والدِّير، وقرية اللطرون من الجهة الجنوبية الغربية.

وعند حوالي منتصف ليلة 30 مايو، تجاوزت الكتيبتان الـ72 والـ52 منطقة باب الواد بهدوء دون أن تَنْكَشِفَا، ثم انْفَصَلَتَا لتذهب كل واحدة منهما إلى هدفها. واسْتَوْلَت إحدى الفِرَق على قرية دير أيوب التي كانت خالية، إلا من بضعة أفراد من الجيش العربي الذين كانوا مرابطين عند تَلّ قريب فاكتشفوا أمر تلك الفرقة وتعرضت إلى قصف مُشْتَرَك من المدفعية والرشاشات الآلية التابعة للجيش العربي وبلغت خسائرها 13 قتيلًا والعديد من المصابين وانسحبت بعدها الفرقة إلى باب الواد، الجدير بالذكر أن تلك الفرقة تَكَوَّنَت بشكل رئيس من اليهود المهاجرين. وبينما كانت تتحضر الكتيبة 52 للاستيلاء على التَّلَّة التي تَقَع أمام قرية يالو، تَلَقَّت أوامرًا بالتَّرَاجُع بسبب فشل الهجوم على دير أيوب، وكذلك بسبب أن القوات الإسرائيلية في المحور الشرقي من العملية كانت تتعرض لنيران كثيفة قد تؤدي إلى إفشال العملية كاملة.
وعلى الجبهة الأخرى، انْقَسَمَت القوات الإسرائيلية إلى جُزْئَيْن. اسْتَوْلَت كتيبة المشاة 71 بسرعة على الدَّيْر. ثم بدأت بعدها بالقتال للاستيلاء على قرية اللطرون، حيث انطلق الهجوم في الساعة 21:00 بتاريخ 30 مايو. وعلى الجانب الآخر، نَجَحَت المدفعية الإسرائيلية في إبطال مفعول الأسلحة الأردنية في قلعة الشرطة. وعَبَر المتطوعون جِدَار القلعة الدِّفَاعيّ وفَاجَؤُوا المُدَافِعين عن القلعة بقاذفات اللَّهَب. ولكن الضوء الساطع الناتج من قاذفات اللهب أدَّى إلى فَضْح أمر الهجوم، حيث أصبح الجنود الإسرائيليون أهدافًا سهلة لمدافع الهاون الأردنية عيار 60 ميليمترًا (2.4 إنشات). وسُرْعَان ما طُرِدوا من القلعة ودُمِّرُوا. وبالرغم من أن خبراء المتفجرات استطاعوا فَتْح باب في جدار القلعة باستخدام 550 رطلًا من المواد المتفجرة، إلا أن المشاة لم يستغلوا ذلك بسرعة. وأَصْدَر حاييم لاسكوف -قائد العمليات على تلك الجبهة- أمرًا للفِرْقَة دال (د - D) التابعة للكتيبة 71 (التي كانت احتياطية) بالتَّدَخُّل، إلا أن أحد جنودها فَجَّر بالخطأ لُغْمًا أرضيًّا، مما أدَّى إلى مَقْتَل 3 جنود وإصابة العديد من أفراد تلك الفِرْقَة. وتعرضوا لهجوم عنيف من المدفعية الأردنية وانسحب الجنود مَذْعُورِين إلى الغَرْب.
لم يكن الإسرائيليون قد خسروا المعركة بَعْدُ، ذلك بالرغم من توقعهم ذلك، كما أن لاسكوف اعتبر أن جنوده غير قادرين على الصمود في مواجهة الهجوم المضاد من الجيش العربي، ولذلك فَضَّل الانسحاب. وفي ذلك الوقت أيضًا، كان الأردنيون يحتاجون إلى إعادة تنظيم صفوفهم، حيث نَفِذَت الذخيرة بشكل كامل من الكتيبة الرابعة. وعَانَت الكتيبة 73 الإسرائيلية أضْرارًا بنسبة 50%، وكان هناك 44 قتيلًا من بين جموع الإسرائيليين المُشَارِكين في القتال، وضِعْف ذلك العدد من المُصَابِين. وتُفِيد المصادر الإسرائيلية بأن الجيش العربي عانى من 12 إلى 20 حالة وفاة، من ضمنهم كان الملازم المسؤول عن قلعة الشرطة. ولكن على خلاف ذلك، أَبْلَغ الأردنيون عن 4 حالات وفاة فقط في الكتيبة الرابعة، وعن 161 وفاة في الجانب الإسرائيلي.
في وقت لاحق، حَمَّل ميكي ماركوس جنود المُشَاة مسؤولية هزيمة المعركة قائلًا: «التغطية المَدْفَعِيَّة كانت صحيحة. المُدَرَّعَات كانت جيدة. قوات المشاة، سيئة جدًّا». وكان لبيني موريس رأي مُغَايِر، حيث أنه اعتبر أن الخطأ كان يَكْمُن في تَشْتِيت القوات الإسرائيلية بهدف الهجوم على مجموعة متعددة من الأهداف بدلًا من تركيز كامل قوة اللواء على الهدف الرئيسي، وهو قلعة الشرطة.

### طريق بورما

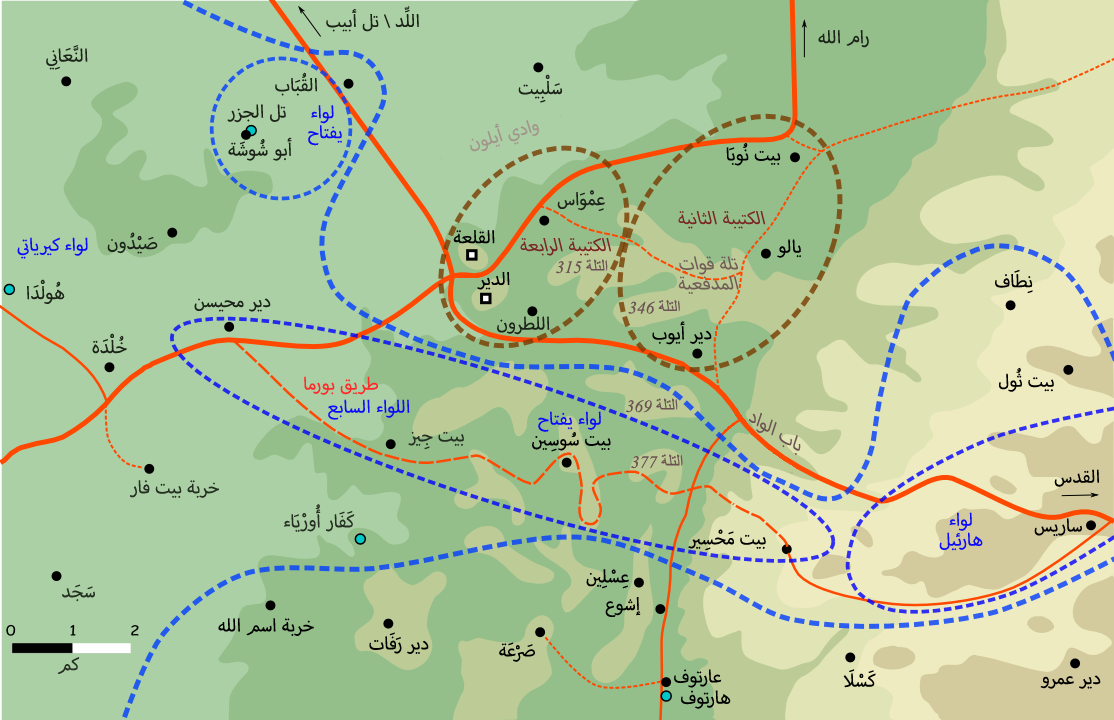
طريق بورما الخاضع لسيطرة اللواء السابع الإسرائيلي.

في 28 مايو، سيطر الإسرائيليون على مَمَرّ ضَيِّق بين السهل الساحلي ومدينة القدس بعد احتلالهم لقرية بيت سوسين، إلا أن هذا الممر لم يكن يشقه أي طريق يسمح للشاحنات بالمسير فيه والتوجه إلى القدس لدعم الإسرائيليين هناك. اكتشفت إحدى دَوْرِيَّات المشاة التابعة للبلماح بعض المسارات التي تربِط العديد من القرى الوَاقِعَة في التِّلَال المُتَمَوْضِعَة جنوب طريق القدس الرئيسي الذي يسيطر عليه الجيش العربي، وقد تؤدي تلك المسارات إلى رسم طريق جديد يصل إلى القدس. وفي 29-30 مايو، أُرْسِلَت عَرَبَات جيب إلى تلك التلال للتأكد من أن الطريق مناسب للمَرْكَبَات. واتُّخِذ القرار ببناء طريق إلى القدس في تلك المنطقة، حيث أن الطريق سينطلق ابتداءًا من مستعمرة هولدا إلى قرية بيت جيز إلى مستعمرة كفروريا، ثم يصل إلى بيت سوسين ويعبر قَرْيَتَيْ بيت محسير وساريس حيث يلتقي هناك في نهاية المطاف مع الطريق الرئيس المؤدي إلى القدس.  وأُطْلِق على الطريق الجديد اسم «طريق بورما» نِسْبَة لطريق الإمدادات الذي بَنَتْه بريطانيا بين بورما والصين خلال الحرب العالمية الثانية.
شرع المهندسون الإسرائيليون مباشرة ببناء الطريق، وحينما أَنْهَوْا تسوية وتمهيد المنحدرات الصخرية الشديدة، نُظِّمَت قوافل من عَرَبات الجيب والبِغَال والجِمَال من مستوطنة هولدا حَمَلَتْ مدافع الهاون عيار 65 ميليمترًا (2.6 إنشات) واستطاعت نقلها وإيصالها إلى الإسرائيليين الذين يَحْتَلُّون غرب القدس. وبالرغم من ضِيق الطريق الجديد، إلا أنه أدَّى الغرض منه. فطَلَب قائد الكتيبة الرابعة حابس المجالي الإذن أكثر من مرة ليقصف طريق بورما بمدافع 25-رطل الثقيلة، ولكن القائد البريطاني للواء الثالث الكولونيل أشتون كان دائمًا ما يرفض ذلك مُتَذَرِّعًا بأن القوات تعاني من شحّ شديد في القذائف الخاصة بذلك المدفع، كما عَرَض حابس المجالي أيضًاإرسال الكَتِيبَتَيْن الثانية والرابعة للهجوم على الإسرائيليين في مستعمرة هولدا، إلا أن ذلك الطلب رُفِض أيضًا.
كان أكثر ما يحتاجه الإسرائيليون في القدس حينها هو الطعام. وابتداءًا من 5 يونيو، بدأ المهندسون الإسرائيليون بإصلاح الطريق ليستطيع استيعاب الشاحنات المَدَنِيَّة المتوجهة إلى القدس. عَمِل 150 عاملًا ضمن 4 فرق لتشييد خط أنابيب لإيصال الماء إلى القدس لأن خط المياه الآخر الذي يعبر اللطرون قَطَعَه الأردنيون. ذكر دومينيك لابيير ولاري كولينز في كتاب يا قدس (O Jérusalem) ما أَسْمَيَاه «عملًا بطوليًا» عندما جُنِّد 300 مواطن من سكان تل أبيب في الليلة بين 6 و7 يونيو ليحملوا على ظهورهم ما يكفي لإطعام سكان القدس ليوم آخر خوفًا من الوضع الحرج في القدس ولتحسين الروح المعنوية للسكان، وعبروا من طريق بورما التي لم تكن قد اكتملت بعد لتصبح مناسبة للشاحنات.
انتهت المرحلة الأولى من أعمال البناء بعد هدنة 10 يونيو، وفي 19 يونيو وَصَلَت إلى القدس قافلة إسرائيلية مُؤَلَّفَة من 140 شاحنة تحمل كل واحدة منها 3 أطنان من السِّلَع بالإضافة إلى الكثير من الأسلحة والذخيرة. وكانت تلك هي النهاية الأكيدة لحصار الجزء المحتل من مدينة القدس. وتَزَامَن النجاح الإسرائيلي ببناء الطريق مع حادثة أخرى بقيت في الذاكرة، وهي وفاة الألوف ميكي ماركوس الذي قتله حارس إسرائيلي بالخطأ خلال ليلة 10-11 يونيو.

### علمية يورام (8 - 9 يونيو 1948)

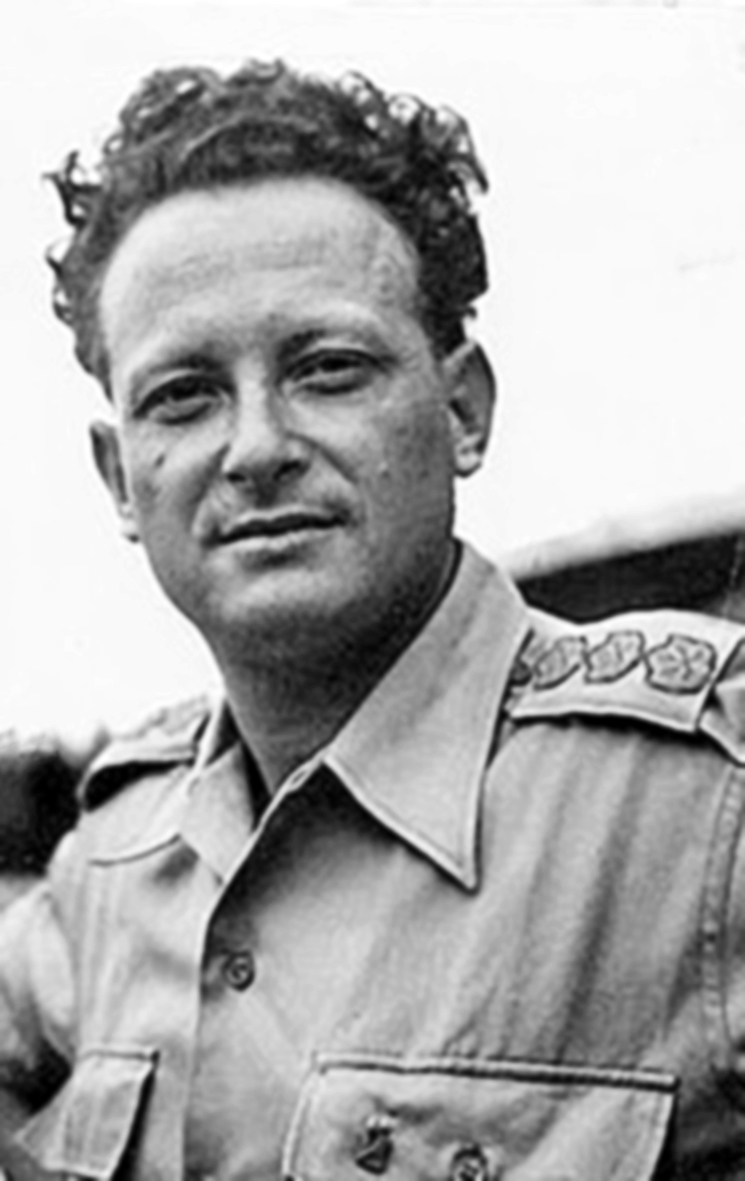
إيغال آلون قائد عَمَلِيَّتَيْ يورام وداني. وخلال حرب 1948م قاد أيضًا عمليَّتَيْ يفتاح وحوريب.

اشتبكت الجيوش العربية والإسرائيلية في الفترة ما بين 30 مايو إلى 8 يونيو، وخاضت معارك صغيرة وعنيفة، وتَكَبَدُّت خسائرًا ثقيلة في الجنود والمعدات، فَرَض مجلس الأمن التابع للأمم المتحدة في 11 يونيو هُدْنَة تلتزم بها جميع الأطراف المتحاربة في استجابة منه للمطالبات الإسرائيلية بذلك. وفي هذا الإطار ارتأى ديفيد بن-غوريون استغلال توقف الاشتباكات في 8 يونيو بفعل مساعي الأمم المتحدة لتهدئة الأوضاع، وقَرَّر سَحْب لواء النخبة الحادي عشر (يِفْتَاح) بقيادة إيغال آلون من الجليل، بالإضافة إلى لواء هارئيل، وتَوْجِيهِهِمَا نحو اللطرون لإطلاق هجوم آخر عليها، وتقرر أن تكون ليلة 8-9 يونيو هي موعد تنفيذ الهجوم. وكان للواء المدرعات السابع دور في العملية كذلك، حيث أن مهمته كانت التغطية المدفعية للهجوم، وحِرَاسة طريق بورما أيضًا. وامتلك الجانب الإسرائيلي تحت تَصَرُّفِه تعزيزات مِدْفَعِيَّة تضم 4 مدافع هَاوْن عيار 65 ميليمترًا (2.6 إنشات) و4 مدافع عيار 120 ميليمترًا (4.7 إنشات)، كانت تلك التعزيزات جزءًا من الأسلحة الثقيلة التي وصلت إلى إسرائيل في عملية التهريب المشهورة باسم عملية بالاك.
في هذه المَرَّة، قَرَّرَت هيئة أركان الحرب الإسرائيلية شَنّ هجوم مُوَجَّه نحو مركز إدارة الجيش العربي بالتزامن مع عِدَّة هَجَمَات مٌتَفَرِّقة من الشمال لِتَشْتِيت الأردنيين. فبينما تشنّ كتيبة من لواء يفتاح هجمات متفرقة على قُرَى سَلْبِيت وعِمواس وبيت نوبا، تَسْتَوْلي كتيبة من لواء هارئيل على التلة رقم 346 التي تقع بين مَوْقَعَيْ الكتيبة الثانية والكتيبة الرابعة من الجيش العربي، ثم تَعْبُر كتيبة من لواء يفتاح ذلك التل الواقع شرق اللطرون متجاوزة القوات الأردنية لتسيطر على التلة رقم 315 ثم قرية اللطرون وقلعة الشرطة، بينما تقوم كتيبة ثالثة بتنفيذ هجمات تَمْويهِيَّة حول مواقع تَمَرْكُز الكتيبة الرابعة في الجهة الشمالية من المنطقة. بدأت العملية الإسرائيلية بإطلاق وَابِل من القذائف المدفعية على قلعة الشرطة وقرية اللطرون والمواقع المحيطة بهما. ولم تُسْتَهْدَف التَّلَّتَان 315 و346 كما كان مقررًا لأن إحدى كتائب الجيش العربي كانت تسيطر عليهما، لذا امتنع الإسرائيليون عن مهاجمتهما لِتَجَنُّب تنبيه الأردنيين للخطة الإسرائيلية.
انطلق جنود لواء هارئيل سيرًا على أقدامهم من منطقة باب الواد، ولكنهم سَلَكُوا طريقًا غير صحيح واقتربوا من التلة رقم 315 بالخطأ بدلًا عن التلة 346، كان ذلك ما كَشَف موقعهم للحراس الأردنيين. وبالرغم من أنهم كانوا أكثر عددًا من جنود الجيش العربي، إلا أن الجنود العرب شَنُّوا هجومًا مضادًّا وقاتلوا بِضَرَاوَة لدرجة أن الجيش الإسرائيلي لَجَأ لسلاح المدفعية لقصفهم وإتمام الهجوم. عانَتْ تلك الكتيبة من خسائر جسيمة، خاصة وأن الجانب الأردني بعد ذلك شَنّ 3 هجمات مضادة على التلة مستعينًا بسلاح المدفعية التي استهدفت حتى المواقع الأردنية. وفي تلك الأثناء وعلى الجانب الآخر، وصل لواء يفتاح إلى أسفل التلة رقم 346 وبدأ بصعودها، ولكنه اسْتُهْدِف بالأسلحة النارية والقنابل اليدوية والقذائف المدفعية. كان لواء يفتاح قد تحرك بعد ساعة واحدة من انطلاق لواء هارئيل وخسر التواصل البصري معه. ولاعتقادهم بأن جنود لواء هارئيل كانوا قد استَوْلَوْا على التلة قبل مَجِيئِهم وأنهم هم من يطلقون عليهم النار، أوقف جنود لواء يفتاح القتال وألقوا أسلحتهم واتصلوا عبر الراديو بالقيادات الإسرائيلية لإيقاف إطلاق النار عليهم، لكن القادة أمَرُوهم بعدم التوقف عن القتال غير مُصَدِّقين لما جرى من أحداث وأن جنود لواء هارئيل ظلّوا في أَمَاكِنِهِم بسبب المقاومة التي واجهوها في التلة رقم 315.

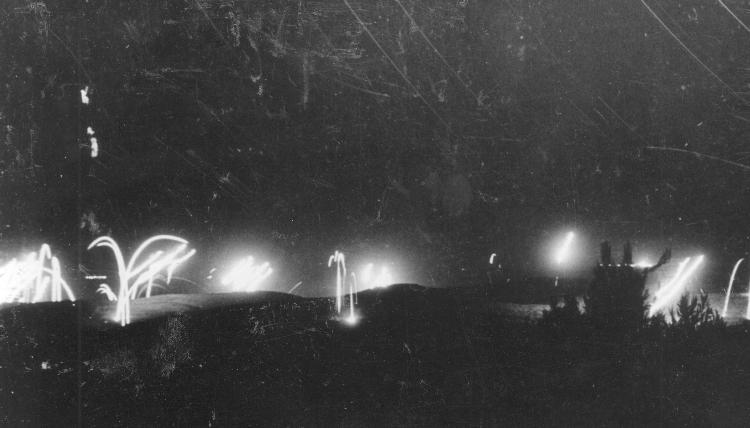
عملية يورام. قَصْف منطقة اللطرون خلال القتال قبل بِدْء الهدنة الأولى. 1948م.

ومن المحتمل أن الارتباك بين صفوف الأردنيين الناتج عن هجوم وأحداث التلة 315 وكذلك الهجمات التمويهية كان خطيرًا بنفس درجته بين الإسرائيليين. ومع قدوم صباح اليوم التالي وبسبب عدم القدرة على التقدير الصحيح للوَضْع، قَرَّرَت القيادة الإسرائيلية عند الساعة الـ5:30 فَجْرًا سَحْب الجنود إلى منطقة باب الواد. وكانت الخسائر بالغة، فبحسب المصادر الإسرائيلية، أَحْصَت الكتيبة التابعة إلى لواء هارئيل والمُتألِّفَة من 400 جندي ما مقداره 16 قتيلًا و79 مصابًا، بالإضافة إلى عدد قليل من القَتْلى والمصابين في صفوف لواء يفتاح، كما خسر الجيش العربي عشرات الضحايا. أما الأرقام الصادرة عن الجيش العربي فقد اختلفت مع ذلك، حيث أشارات إلى أن أعداد الضحايا على الجانب الأردني كانت 13 منهم 4 مقاتلين غير نظاميين وشخص مدني من قرية عمواس، وكان هناك 16 جريحًا، أما الجانب الإسرائيلي فخسر 97 قتيلًا، واستولى الجانب الأردني على 120 بندقية و5 رشاشات وجهازَيْ لاسلكي فضلًا عن الكثير من الذخيرة التي تَرَكَتْهَا القوات الإسرائيلية.
في اليوم التالي، شَنّ الأردن هُجُومَيْن مُضَادَّين. في الهجوم الأول، توجه الجيش العربي إلى قرية بيت سوسين المحتلة، وسَيْطَر على عِدَّة مواقع حراسة إسرائيلية، ولكنه لم يَسْتَطِع الاحتفاظ بها سوى لعدة ساعات. ونَجَم عن ذلك الاشتباك عدد من القَتْلَى و20 مصابًا في الجانب الإسرائيلي. أما الهجوم الثاني فكان موجهًا على كيبوتس تل الجَزَر الذي انطلقت منه الهجمات الإسرائيلية المُتَفَرِّقَة على اللطرون، وتألَّفَت الكتيبة المُهَاجِمة من جنود تابعين للجيش العربي وجنود غير نظاميين، وكانت مدعومة بِدَسْتَة من العَرَبَات المُدَرَّعَة، وبدأ الهجوم على الكيبوتس في الصباح، وكان هناك 68 جنديًّا إسرائيليًا يدافعون عنه بينهم 13 امرأة.
بعد معركة دامَت 4 ساعات، سَقَط الكيبوتس بيد الجيش العربي وهَرَبَت دَسْتَة من الإسرائيليين، أما الباقون فمعظمهم استسلَم وأُعْدِم واحد أو اثنان منهم، وحَمَى الجنود الأردنيون الأسرى من الجنود غير النظاميين وأطلقوا سراح النساء في اليوم التالي. كانت الحصيلة النهائية هي 39 قتيلًا من الجانب الإسرائيلي وقتيلان من الجيش العربي، استولى الجنود غير النظاميين على الغنائم في المنطقة ثم انسحب الجيش العربي منها بعد القتال، وفي المساء استولى لواء يفتاح على الكيبوتس مرة أخرى.

### الهَجَمَات المنظمة خلال عملية داني (9 - 18 يوليو 1948م)

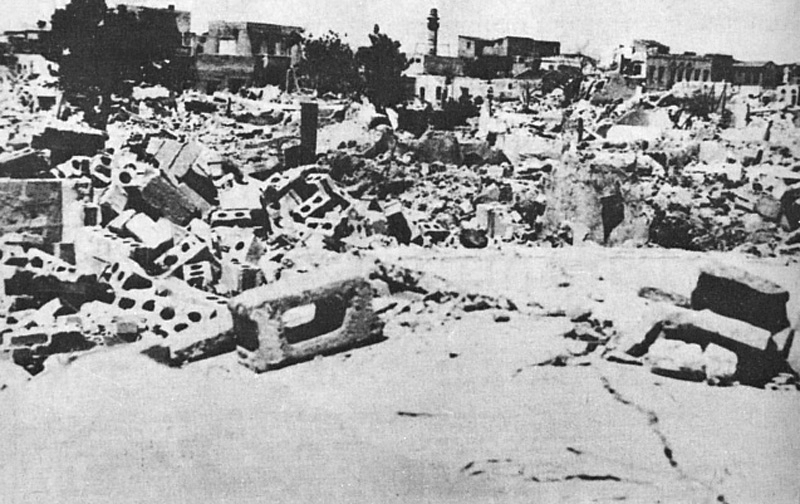
الدمار في اللد بعد الاعتداء الإسرائيلي

بعد هُدْنَة دَامَتْ شهرًا واحدًا ابتداءًا من 11 يونيو وحتى 9 يوليو، تَمَكَّن خلالها الجيش الإسرائيلي من زيادة قواته وإعادة تسليحها، كانت النقطة الأضعف بين جميع المواقع العسكرية الإسرائيلية هي الجبهة المركزية والمَمَرّ المؤدي إلى القدس. وبدأ التخطيط الإسرائيلي لحل تلك المشكلة خلال فترة الهدنة، حيث صممت خطة لُودَار Ludar (اللُّد + الرملة) العسكرية، وكذلك خطة لَرْلَر LRLR، والتي تشير إلى الحروف الأولى من مناطق من اللد، والرملة، واللطرون، ورام الله. وكانت خُطَّتَا لودار ولرلر أساسًا في تطوير الخطة النهائية التي اعتمدتها القوات الإسرائيلية وهي خطة داني التي سُمِّيت بذلك نسبة إلى دانييل «داني» ماس ضابط البلماح الذي قُتِل في يناير 1948م. وقَرَّرَت القيادة العُلْيا إطلاق «عملية داني» في 9 يوليو 1948م وهو يوم انتهاء الهدنة، وذلك بهدف الاستيلاء على اللِّد والرملة واللطرون ورام الله، وبالتالي إزالة التهديد عن تل أبيب من جهة، وعن غرب القدس التي تحتلها إسرائيل من الجهة الأخرى.
ولتحقيق ذلك الهدف، أُوْكِلَت إلى إيغال آلون قيادة 5 لواءات، وهي: هارئيل، واليِفْتَاح (كان يتكون من 5 كتائب)، ولواء المُدَرَّعَات الثامن (يتكون من الكتيبَتَيْن 82 و89 وقتها)، وعِدَّة كتائب مُشَاة من لِوَاءَيْ كيرياتي وألسكندروني، بالإضافة إلى 30 قِطْعَة مدفعية. وأُرْسِلَ اللواء السابع إلى الجبهة الشمالية. في الجزء الأول من المواجهة، بين 9 و13 يوليو، احتلَّتْ إسرائيل مَدِينَتَيْ اللد والرملة وهَجَّرَتْ سكانهما إلى رام الله في ظروف قاسية، حيث اضطروا إلى خوض الرحلة مشيًا على الأقدام في أجواء يوليو شديدة الحرارة والذي زامن شهر رمضان وقتها، ذلك أدى إلى وفاة العشرات من الجوع والعطش، بالإضافة إلى قَطْع الجنود الإسرائيليين الطريق على اللاجئين لسرقة أغراضهم الثمينة عنوة، وتصل أعداد لاجئي اللد والرملة إلى 70 ألفًا. وخلال نفس الفترة، استطاعت القوات الإسرائيلية تحصين المنطقة المحيطة باللطرون باستيلاءها على قرية سَلْبِيت. وعلى أية حال، فقد استنزفت المعارك التي دارت في فترة 9-13 يولو القوات الإسرائيلية وأَنْهَكَتْها، فأصبحت معظم الدبابات والمدرعات الإسرائيلية بحالة مُتَدَاعِيَة وبحاجة للإصلاح، كما كانت الجانب الإسرائيلي عاجزًا عن البِدْء في عمليات عسكرية أخرى لأنه كان بانتظار أن تفرض الأمم المتحدة هدنة جديدة، ذلك بالإضافة إلى الخوف من هجوم أردني مضاد واسع النطاق، حيث بَالَغَتْ استخبارات الجيش الإسرائيلي بتقدير حجم وقدرات القوات الأردنية ولم تُدْرِك بأنها كانت في حالة شُحّ شديد في الذخيرة، فأدى ذلك كله إلى دَفَع القيادة العليا الإسرائيلية نحو عدم المُضِيّ قُدُمًا في مُهِمَّة السيطرة على رام الله.
وبالرغم من ذلك، بقيت اللطرون هدفًا تتطلع القوات الإسرائيلية إليه، وذلك لاستراتيجية موقعها خاصة بالنسبة لمدينة القدس، حيث أن من يسيطر على اللطرون يسيطر على الطريق المؤدي إلى القدس، وإن السيطرة العربية عليه تعني عدم وصول الإمدادات للإسرائيليين الذين يحتلون غرب مدينة القدس، مما قد يؤدي إلى زوالهم عنها. وفي استعدادها للهجمات الإسرائيلية المحتملة، شَيَّدَتْ قوات الجيش العربي نقاطًا عسكرية شكَّلَتْ خطًّا دفاعًا امتدّ من قَرْيَتَيْ قُولَة وبيت نبالا شمالًا حتى بيت نوبا وسَلْفِيت جنوبًا. وكان ما زاد من حدة المعارك في الأيام التالية هو إصدار مجلس الأمن التابع للأمم المتحدة قراره رقم 54 بتاريخ 15 يوليو 1948م، ويقضي هذا القرار بفرض هدنة ثانية بين الأطراف المتحاربة، وتدخل الهدنة حيِّز التنفيذ في 18 يوليو في تمام الساعة الخامسة مساءًا، أدى ذلك إلى زيادة وتيرة الاشتباكات حيث سعى كل جانب إلى تعزيز واقعه على الأرض قبل بداية الهدنة، خاصة فيما يتعلق باللطرون.

#### معركة يالو على الجانب الشرقي من المواقع الأردنية (15 - 16 يوليو)
في ليلة 15-16 يوليو، شَنَّتْ عدة فِرَق من لواء هارئيل هجومًا على اللطرون من الجهة الشرقية، وذلك للاستيلاء على التلال المحيطة بقرية يالو والتي تتمركز عليها قوات المدفعية الأردنية. وقد وصلت الفِرَق الإسرائيلية تلك التلال من خلال عبور قَرْيَتَيْ بيت ثُول ونِطَاف، واستخدموا البِغَال في نَقْل عتادهم. وقررت القوات الإسرائيلية الإغارة على المنطقة من جهتين: من الجنوب من باب الواد، ومن الغرب من قَرْيَتَيْ جِمْزُو وبن شيمن. وفي 02:00 صباحًا من يوم 15 يوليو، بدأت القوات الإسرائيلية بقصف مواقع الكتيبة الرابعة التي كانت مُتَمَرْكِزَة في قرية يالو والكتيبة الثانية التي كانت في موقع قريب، وذلك باستخدام مدافع الهاون وكذلك المافع الثقيلة من عيار 13-رطل و17-رطل، واستمر هذا القصف حتى الساعة 10:30 من مساء ذلك اليوم، حيث بدأ الجنود الإسرائيليون وقتها بالزحف نحو مواقع السَّرِيّة الثالثة تحت غطاء من وابل نيران الرَّشَّاشَات، كما تقدموا بالتزامن مع ذلك نحو مواقع السرية الثانية التي كانت مُتَمَوْضِعَة على التلال المُطِلَّة على قرية دير أيوب. وفي الساعة الـ02:00 من صباح يوم 16 مايو، اضُّطُرَّت السرية الثالثة لترك مواقعها، وطلب قائد السرية -صالح العيد الفاخوري- الدعم من الكتيبة الرابعة وسرية التعزيز المًسَانِدة، فأُرْسِلَت 3 مدرعات إلى المنطقة، انقلبت إحداها أثناء المسير، بينما استطاعت أخرى الهجوم على بناء قديم استولى عليه الجنود الإسرائيليون وقَضَتْ على كل مَنْ بداخله. وانضمت السرية المُسَانِدَة إلى السرية الثالثة، كما وصلهم عدد من جنود الدعم من الكتيبة الرابعة، فأصبح العدد الكلي 30 جنديًّا نَفَّذُوا هجومًا مضادًّا على القوات الإسرائيلية التي وقع منها الكثير من القتلى وهرب من تَبَقَّى. كما واجهت القوات الإسرائيلية قصفًا مدفعيًّا كثيفًا أرغمها على التوقف وحَصَرَهَا في أحد الأودية حيث تلقت نيرانًا عنيفة هناك. وفي نهاية هذه المعركة، سقط في الجانب الإسرائيلي 87 قتيلًا مع وجود الكثير من الجرحى، بينما خسرت القوات الأردنية ما مجموعة 25 جنديًّا: 23 من السرية الثالثة منهم قائد السرية صالح العيد الفاخوري، و2 من الكتيبة الرابعة. واختلفت المصادر الإسرائيلية مع ذلك، حيث قالت أن عدد القتلى في الجانب الإسرائيلي لم يتجاوز الـ23 قتيلًا. وفَشِلت القوات الإسرائيلية في احتلال التلال التي أرادتها.

#### معركة قُولَة (16 يوليو)
استطاعت وحدات عسكرية من لواء الإسكندروني وأحد الألوية المدرعة احتلال قرية قُولَة في 10 يوليو 1948م. ولكنها ذات موقع استراتيجي، حيث أنها تتحكم بالطريق الواصل بين اللد وطولكرم، كما أنها كانت تشكل نقطة وَصْل بين القوات الأردنية والعراقية، فجرى التنسيق بينهما على استعادتها. أرسل قائد الكتيبة الأردنية الأولى في 16 يوليو إلى القرية سَرِيَّة مُشَاة، ومجموعة مناضلين فلسطينيين، بالإضافة إلى مجموعة من مدافع الهاون والمدرعات. واستطاعت تلك القوة العسكرية الاستحواذ على القرية في غضون ساعة واحدة فقط، وجرى تسليم الموقع للقوات العراقية. وخسر الجانب الأردني 5 من أفراده في الهجوم، بينما وقع في الجانب الإسرائيلي 20 قتيلًا. وعلى أية حال، استطاع الجيش الإسرائيلي إعادة احتلال القرية في 18 يوليو قبل دخول الهدنة الثانية حيز التنفيذ بقليل.

#### معركة البرج (16 يوليو)
استطاعت القوات الإسرائيلية احتلال قرية البرج في 15 يوليو، وكان ذلك ما شكَّل خطرًا كبيرًا على اللطرون، حيث أن البرج تقع في الجهة الشمالية من اللطرون، وهي المُتَنَفَّس الوحيد للقوات العربية، حيث أن القوات الإسرائيلية كانت قد سيطرت على الجهات الثلاثة الأخرى. وبعد ضغط الضباط الأردنيين على القائد الإنجليزي للِّواء الثالث الكولونيل أشتون، وافق على تنفيذ هجوم لتحرير البرج، وأَسْنَدَ مسؤولية الهجوم للرائد الإنجليزي جيفري لوكيت قائد الكتيبة الثانية. وبالرغم من الهجمات الإسرائيلية المُحْتَمَلَة على منطقة اللطرون، إلا أن لوكيت سَحَب منها سَرِيَّتَيْن للاستعانة بهما في هجومه، وفي تمام الساعة الواحدة ظهرًا من يوم 16 يوليو أنهى حشد قواته التي صارت على النحو التالي: سَرِيَّتَا المشاة الثانية والثالثة، وسرية المُدَرَّعَات الثانية، و4 مدافع 6-رطل، و4 مدافع هاون، و3 مدافع 3-إنش، و4 مدافع رشاشة، وبطارية صواريخ ميدانية عيار 25-رطل. أما القوات الإسرائيلية في البرج، فَتَكَوَّنَتْ من كَتِيبَتَيْن كاملتين مع كتيبة احتياط. وقَرَّر لوكيت تنفيذ هجوم مباشر على القرية في الساعة الرابعة والنصف من عصر ذلك اليوم، وبذلك يكون قد خالف إرشادات ضباطه الأردنيين في نقطتين، أُولَاهُمَا أنه في ذلك الوقت من النَّهَار ستكون أشعة الشمس ضاربة في أعين القوات الأردنية مما سيقلل من أداء الجنود، وثانيهما أنه أَمَرَ بالهجوم على البرج دون أن يأخذ بعين الاعتبار قرية بير ماعين القريبة منها والتي كان يسيطر عليها الإسرائيليون. وقد تحقق بالفعل ما خَشِيَه الضباط الأردنيون، حيث تلقى الجنود الأردنيون النيران الإسرائيلية من بير ماعين أثناء معركتهم في البرج، وعلى الرغم من ذلك، فقد تَمَكَّنَتْ القوات الأردنية من تفريغ الخنادق من الجنود الإسرائيليين الذين انسحبوا من القرية.  وتَكَبَّدَت القوات الإسرائيلية في هذه المعركة أكثر من 200 فَرْد بين قتيل وجريح، بينما خسر الجانب الأردني 60 فردًا بين قتيل وجريح، بالإضافة إلى 3 مدرعات، ومدفع 6-رطل.
وعلى أية حال، كان الجانب الإسرائيلي يحتل الكثير من المناطق المحيطة بالبرج، مما أعطاه القدرة والتعبئة العسكرية المباشرة للقيام بهجوم مضاد فَوْر استيلاء الجنود الأردنيين على المنطقة قبل أن يستطيعوا تحصينها جيدًا، وكانوا قد فقدوا بالفعل 18% من قواتهم خلال الهجوم، فرأى الجانب الأردني أن الصمود أمام الهجوم الإسرائيلي كان مستحيلًا، فآثر الانسحاب تجنبًا لخسارة القوات بدون جدوى. ولكن الهجوم الأردني على البرج نجح في إيقاف الزحف الإسرائيلي عند خطّ البرج—بير ماعين، كما منع تطويق اللطرون بشكل كامل لفترة مؤقتة منحت القوات الأردنية فسحة قدرها 24 ساعة تمكنت خلالها من إتمام نقل الكتيبة الأولى إلى منطقة دير قديس—بيت سيرا وذلك لمنع القوات الإسرائيلية من الاقتراب منها، وتوفير حماية مقبولة للجناح الأيمن للواء الثالث للجيش العربي، والدفاع عن اللطرون بشكل عام. وقد بدأت الكتيبة حركتها إلى أماكن تمركزها الجديدة في الساعة السابعة من صباح يوم 17 يوليو، حيث أُوْكِلَتْ إليها مهمة الدفاع عن المنطقة الواقعة بين اللطرون وحدود الجبهة العراقية.

#### معركة قرية الصفا/رأس كركر (17 يوليو)
تقع قرية صَفَا شمال الطريق الواصل بين رام الله واللطرون، كما أنها قريبة أيضًا من الطريق العام المؤدي إلى القدس، حيث تبعد عنه 500 متر فقط. أما رأس كَرْكَر، فهي أعلى منطقة في القرية، وكانت مَطْمَعًا للجانب الإسرائيلي. كانت وقتها السَّرِيَّة الثانية من الجيش العربي متمركزة في قرية صفا. وفي الساعة 03:30 من فجر يوم 17 يوليو، أرسل الجندي المسؤول عن رأس كركر إلى قائد السرية يبلغه أن هناك كتيبة إسرائيلية تتموضع جنوب المنطقة، فبدأت مدافع الهاون والمدرعات الأردنية بقصف تلك الكتيبة، وفي الساعة 06:00 جرى تنفيذ هجوم بَرّي على الكتيبة الإسرائيلية مما أدى إلى انسحابها على نحو غير منتظم، وسقط منها 72 قتيلًا، كما خلَّف الإسرائيليون وراءهم مجموعة من الأسلحة والذخائر إضافةً إلى جهاز لاسلكي. بينما خسر الجانب الأردني ما مجموعه 3 قتلى.

#### الهجوم المباشر على قلعة الشرطة (18 يوليو)
في الساعة الثالثة من عصر يوم 18 يوليو، أي قبل دخول الهدنة التي فرضها مجلس الأمن حَيِّز التنفيذ بساعَتَيْن، قررت القيادة العليا الإسرائيلية القيام بهجوم مباشر على قلعة الشرطة في اللطرون. تألفت القوات المُهَاجِمَة من لواء مشاة ولواء مُدَرَّع، وتجاوزت أعدادها القوات الأردنية في قلعة الشرطة بثلاث أضعاف. وكانت هناك 3 دبابات زَحَفَتْ نحو القلعة تسير وراءها مجموعة من المدرعات الكبيرة المُحَمَّلَة بالجنود. وعند بلوغها مسافة قريبة، شَرَعَت الدبابات بإطلاق قذائف مدافعها على القلعة وأحدثت في بُنْيانها الكثير من الفَتَحَات والثقوب، ذلك بالإضافة إلى نيران المدفعية الإسرائيلية القادمة من قرية القُبَاب. أما قلعة الشرطة، فكان على سطحها مدفع 6-رطل تَمَكَّن من إصابة إحدى الدبابات وإعْطَابِهَا قبل أن يُدَمَّر بدوره بقذائف دبابة أخرى، وكان هناك مِدْفَعَان في ساحة القلعة بالإضافة إلى المدافع الرشاشة. واستطاعت النيران الأردنية إعطاب عدة مدرعات ناقلة للجنود، فاستعان الإسرائيليون بثلاث دبابات تعزيزيَّة، ولكن القوات الأردنية استطاعت إعطاب دبابتَيْن إضافيتين، بالإضافة إلى إحراق عدة ناقلات جنود. واضطرت القوات الإسرائيلية إلى الانسحاب في الساعة الرابعة والنصف، بينما استمرت المدافع والرشاشات الأردنية بإطلاق النار عليها أثناء الانسحاب. خسر الجانب الأردني في هذا الهجوم ستة قتلى وأربعة جرحى، أما القوات المُنْسَحِبَة فخلَّفَتْ وراءها الكثير من الذخائر بالإضافة إلى عشرات القتلى والجرحى. وتختلف المصادر الإسرائيلية مع ذلك، حيث تقول بأن عدد القتلى الإسرائيليين تراوح بين 8 و12 فقط.
وفي الفترة 17-18 يوليو، اسْتَوْلَت عناصر من لواء هارئيل على حوالي 6 من القرى الواقعة إلى الجنوب من اللطرون لتوسيع وتأمين المنطقة الخاصة بطريق بورما. كان معظم سكان تلك القرى قد هَرَبوا سابقًا في إبريل بسبب المعارك، أما الذين بقوا منهم فقد تعرضوا للتهجير المُمَنْهَج بعد ذلك على يد الإسرائيليين.

### الهجوم الأخير
خلال حملة الـ10 أيام التي امتدت من نهاية الهدنة الأولى في 8 يوليو وحتى بداية الهدنة الثانية في 18 يوليو، تمكن الجيش الإسرائيلي من التفوق على الجيوش العربية المعادية له، وخاض مجلس الوزراء الإسرائيلي نقاشًا حول وَقْت ومكان العملية الهجومية التالية. وقُدِّمَت 3 خيارات: إما القيام بهجوم على المنطقة العربية في الجليل التي كانت تحت قيادة جيش الإنقاذ العربي والمُحَاطَة بالمناطق الإسرائيلية، أو التَّوَغُّل شرقًا قَدْر المُسْتَطَاع في مناطق السامرة ويهودا اللَّتان يمتلكهما العراقيون والأردنيون، أو الهجوم على جنوب النقب التي يسيطر عليها المصريون.
في 24 من أيلول، أَغَار مجموعة جنود فلسطينيين غير نظاميين على الجزء الذي تحتله إسرائيل من اللطرون ونَجَم عن ذلك مَقْتَل 23 إسرائيليًّا، أدى ذلك الهجوم إلى تعجيل اتخاذ مجلس الوزراء الإسرائيلي للقرار. ففي 26 أيلول، قَدَّم ديفيد بن-غوريون اقتراحه لمجلس الوزراء للهجوم على اللطرون مجددًا واحتلال الضفَّة الغربية كلها أو جزء كبير منها.
رُفِض الاقتراح بعد نقاشه، إذ صَوَّت 5 أعضاء من أصل 7 من مجلس الوزراء ضد تنفيذه. واستنادًا إلى بيني موريس، كانت الأسباب وراء رفض شَنّ الهجوم ترتكز على الدعائم التالية: ردود الفِعْل الدولية السلبية التي كانت مُتَأجِّجَة تجاه إسرائيل خاصة بعد اغتيالها مؤخرًا للكونت برنادوت، والتداعيات المُحْتَمَلَة لذلك الهجوم على اتفاق عدم الاعتداء المُبْرَم بين إسرائيل والملك عبد الله الأول، بالإضافة إلى حقيقة أن هزيمة الجيش العربي قد تؤدي إلى تدخل الجيش البريطاني بسبب معاهدة الدفاع المشتركة بين الأردن وبريطانيا، وأخيرًا بسبب أن احتلال هذه المنطقة سيُدْخِل مئات الآلاف من المواطنين العرب من سكان المنطقة إلى دولة إسرائيل.
وَصَف بن-غوريون قرار عدم الهجوم على اللطرون بعبارة بِيشْيَا لِيدُورُوت (أي «سبب للنَّحِيب الذي سيبقى لأجيال»)، وذلك في إشارة منه إلى أن إسرائيل لن تتوقف عن مطالبها في السيطرة على مناطق يهودا، والسامرة، والبلدة القديمة في القدس.

## النتائج

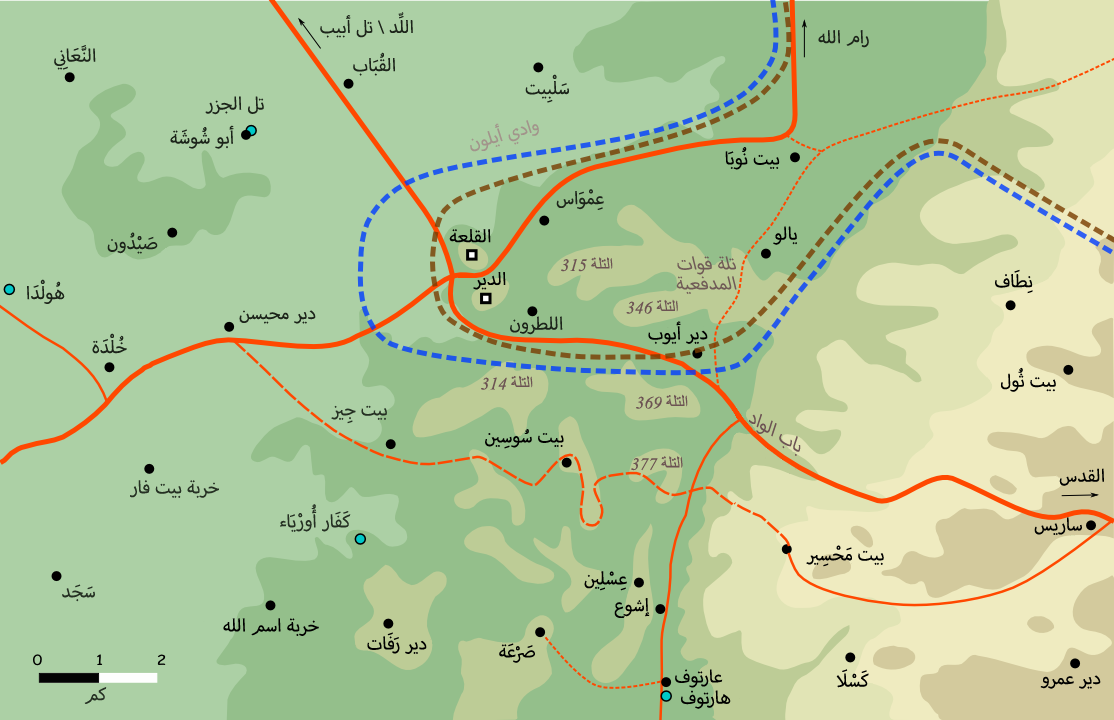
منطقة اللطرون (19 يوليو 1948م).

على الصَّعِيد العسكري، أفْضَتْ جميع الهَجَمَات على اللطرون إلى هزائم إسرائيلية وانتصارات أردنية: إذ تَصَدَّى الأردنيون لكل الهجمات واحتفظوا بسيطرتهم على الطريق الواصل بين السهل الساحلي ومدينة القدس، مع وقوع الكثير من القتلى والمصابين، وقد اختلفت المصادر في أعداد القتلى، سواء على مستوى المعركة الواحدة أم على العدد الإجمالي، فقالت أنيتا شابيرا أن إجمالي عدد القتلى في الجانب الإسرائيلي كان 168، ومن ناحية أخرى، صرَّح العسكري والسياسي الإسرائيلي عوزي لاندو في الكنيسيت الإسرائيلي عام 1981م أنه قد وقع 2000 قتيل إسرائيلي في اللطرون، فتعرض لانتقادات شديدة دَفَعَتْه لتقليل الرقم إلى 1000 قتيل. أما على الصَّعِيد الاستراتيجي، كانت النتائج أكثر تَفْصِيلًا:
- مَكَّن افتتاح طريق بورما الإسرائيليين من تجاوز اللطرون وإمداد 100,000 يهودي يسكنون غرب القدس بالطعام، والسلاح، والذَّخَائِر، والمعدات، والتحصين العسكريّ لمواقعهم.
- أدّى إحكام السيطرة الإسرائيلية على غرب القدس إلى إعاقة بعض القوات العربية، إلا أن سيطرة الجيش العربي على اللطرون -التي تبعد 15 كيلومتر (10 ميل) عن تل أبيب- كانت شوكة في حَلْق القوات الإسرائيلية.[60]
- كانت اللطرون ركيزة أساسية لقوات الجيش العربي، مما دفع غلوب باشا إلى زيادة جنوده بمقدار الثُّلْث في اللطرون، ذلك لأن سقوطها بيد الاحتلال الإسرائيلي سيؤدي إلى سقوط القدس ومن المحتمل أن يُشَكِّل تهديدًا على الأردن قاطبة.[61]

وخلال مُفَاوَضَات الهدنة الإسرائيلية-الأردنية في جزيرة رودس، طَلَب الإسرائيليون انسحاب الجيش العربي من اللطرون، ولكن ذلك لم يَتَحَقَّق. وبَقِيَت اللطرون تحت الحُكْم الأردني حتى حرب الستة أيام التي احتلت فيها إسرائيل كامل الأراضي الفلسطينية. وفي سنة 1981م، حُوِّلَتْ قلعة الشرطة في اللطرون إلى منطقة تذكارية مركزية لجنود قوات المدرعات في الجيش الإسرائيلي، وأُقِيم في ساحته معرض للناقلات العسكرية، وكذلك معرض للدبابات التي استخدمها الجيش الإسرائيلي وكذلك الجيش العربي في حرب 1948م.

## التأريخ

### التأريخ الإسرائيلي والذاكرة الشعبية
استنادًا إلى المُؤَرِّخَة الإسرائيلية أنيتا شابيرا، هناك فجوة -واسعة جدًّا في بعض الأحيان- بين «الحقائق المبنيّة على البحث التاريخي» وبين صورة المعركة في الذاكرة الشعبية الإسرائيلية. وهذه بالتأكيد هي الحالة بالنسبة لمعركة اللطرون التي أصبحت جزءًا من أسطورة تأسيس دولة إسرائيل.

#### رؤية واضحة للقائد العام

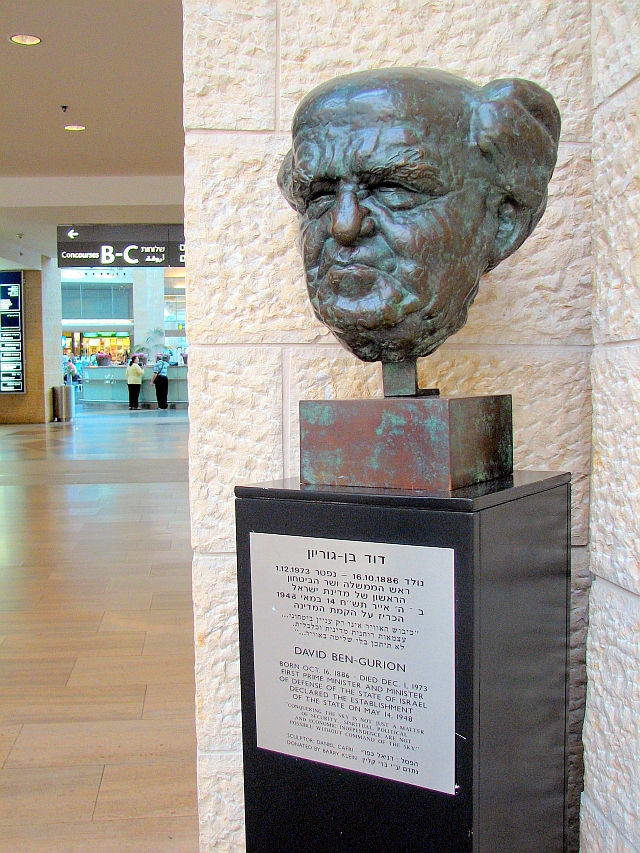
تمثال لرأس ديفيد بن-غوريون في مطار تل أبيب

وَضَع القائد العام للجيش ديفيد بن-غوريون والمُقَرَّبُون منه الخطة الأولى للمعركة الأولى من معارك اللطرون، وأمروا بتنفيذها.
في البداية، بَقِيَت السلطة الحاكمة في إسرائيل صامتة. ولكن في 27 مايو، نَشَرَت صحيفة معاريف اليومية الإسرائيلية تغطية تُشَكِّك بصحة الرواية الإسرائيلية فيما يتعلق بنتائج المعركة، حيث تحدثت عن نصر عظيم حققه الجيش العربي في تلك المعركة التي أَسْفَرَت عن 800 قتيل إسرائيلي. وفي ردّها على ذلك، شَدَّدَت الصحافة الإسرائيلية أن الهدف من المعركة لم يكن السيطرة على اللطرون، إنما ضَرْب الجيش العربي، وفي 1 يونيو، نَشَرَت أرقامًا للضحايا، حيث قالت أنه قد وقع 250 قتيلًا في الجانب العربي، أما في الجانب الإسرائيلي فاقتصرت الخسائر فقط على 10 قتلى، و20 مصابًا بجروح خطيرة، و20 مصابًا بجروح خفيفة.
وابتداءًا من 14 يونيو، تَحَوَّل تركيز الصحافة الإسرائيلية إلى «فَتْح طريق بورما». أما في سياق الخلاف بين قائد العمليات يغائيل يادين وديفيد بن-غوروين، فقد قال يادين أن المعركة كانت «كارثة عظيمة»، بينما ردّ عليه الآخر بأنها كانت من وجهة نظره «نصرًا عظيمًا بالرغم من أنه مُكْلِف.»
أُرِّخَت «الرواية الرسمية» للأحداث سنة 1955م، وقد اسْتَنَدَتْ تلك الرواية على دراسة للمُقَدِّم إزرائيل بير الذي كان مستشارًا وداعمًا ليغائيل يادين، وكان قد نَشَر دراسة بعنوان «معارك اللطرون». واعتبرت المؤرخة أنيتا شابيرا أن تلك الدراسة هي «الأكثر ذكاءًا على الإطلاق فيما كُتِب عن ذلك الموضوع»، حيث أنها حَلَّلَت المعارك في سياقها العسكري والسياسي. واستنتجَت الدراسة بأنه عند الأخذ بعين الاعتبار للأهمية الاستراتيجية والرمزية لمدينة القدس، فإن «الهزائم التكتيكية الثلاثة التي حدثت في اللطرون (...) سَمَحَت بالدعم [لمدينة القدس] وكانت عبارة عن مناورة متعددة الأماكن (...) [كما أنها] كانت نتيجة للرؤية الاستراتيجية الواضحة للقائد العام، الذي يستطيع تمييز الأهداف الرئيسية وإخضاع الاعتبارات التكتيكية المحدودة للقيادة العسكرية كي تتمكن من تنفيذ رؤيته.» ويتبيَّن من ذلك أنه بالرغم من أن بير كان يعمل تحت قيادة يغائيل يادين، إلا أنه أيَّد تحرُّكَات بن-غوريون في دراسته.
وحَمَّل بير مسؤولية الهزائم التكتيكية إلى الأخطاء التي ارْتَكَبَتْهَا المخابرات الإسرائيلية بالإضافة إلى عدم وجود قادة مستقلين لإصدار الأوامر على الجبهات المختلفة في أرض المعركة بدلًا من تلقِّي الأوامر من القيادة المركزية فقط. كما أنه أَشَار إلى التدريب الرَّديء للمهاجرين، وإلى المعدَّات المَعِيبَة، بالإضافة إلى أنه من الصُّعُوبَة على جيش حديث التأسيس أن يَنْجَح في أولى عمليَّاته التي تهدف إلى الاستيلاء على منطقة مَحْمِيَّة تَنْتَظِم فيها قوات العدوّ مسبقًا. كما أعطى بير التقديرات الأولية للخسائر كما يلي: 50 قتيلًا من الكتيبة 32 التابعة لِلِواء الإسكندروني و25 قتيلًا من الكتيبة 72 التابعة إلى اللواء السابع (تَألَّفَتْ بشكل رئيسي من المهاجرين).
في النهاية، صَوَّر بير أحداث اللطرون بأنها «مَلْحَمَة بطوليّة، مثل تلك الملاحم التي تحصل عند وِلَادة شعب جديد أو عند النجاح التاريخيّ لِحَرَكَات التحرير الوطني.»

#### الإهمال المُجَرَّم
[كُتِب عن أولى معارك اللطرون:] «وأَفْشَل الأردنيون الهجوم بحلول المساء، ونتج عن ذلك ما مقداره أقل بقليل من 2000 قتيل إسرائيليّ.»

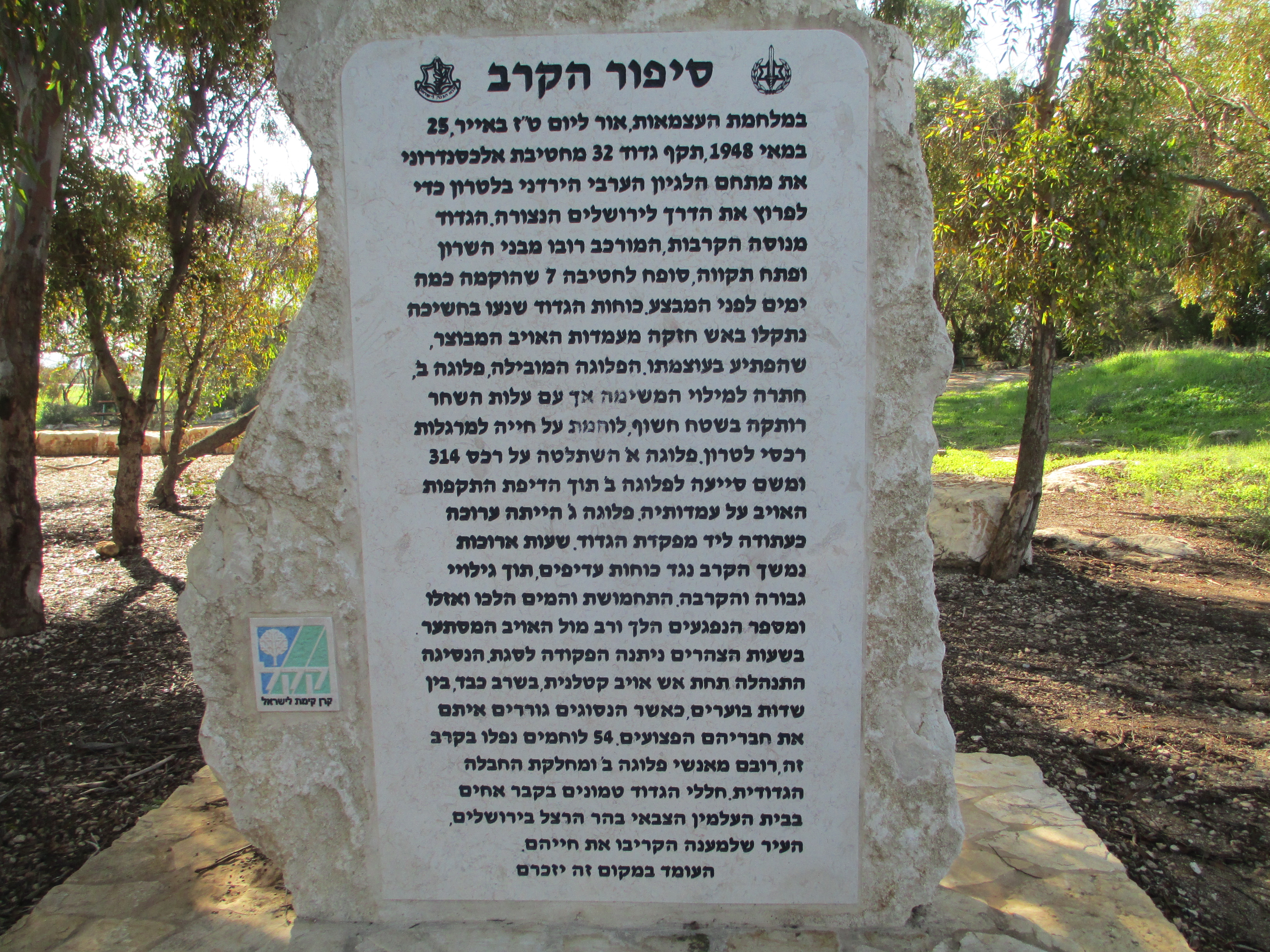
نصب تذكاري لقتلى لواء الإسكندروني.

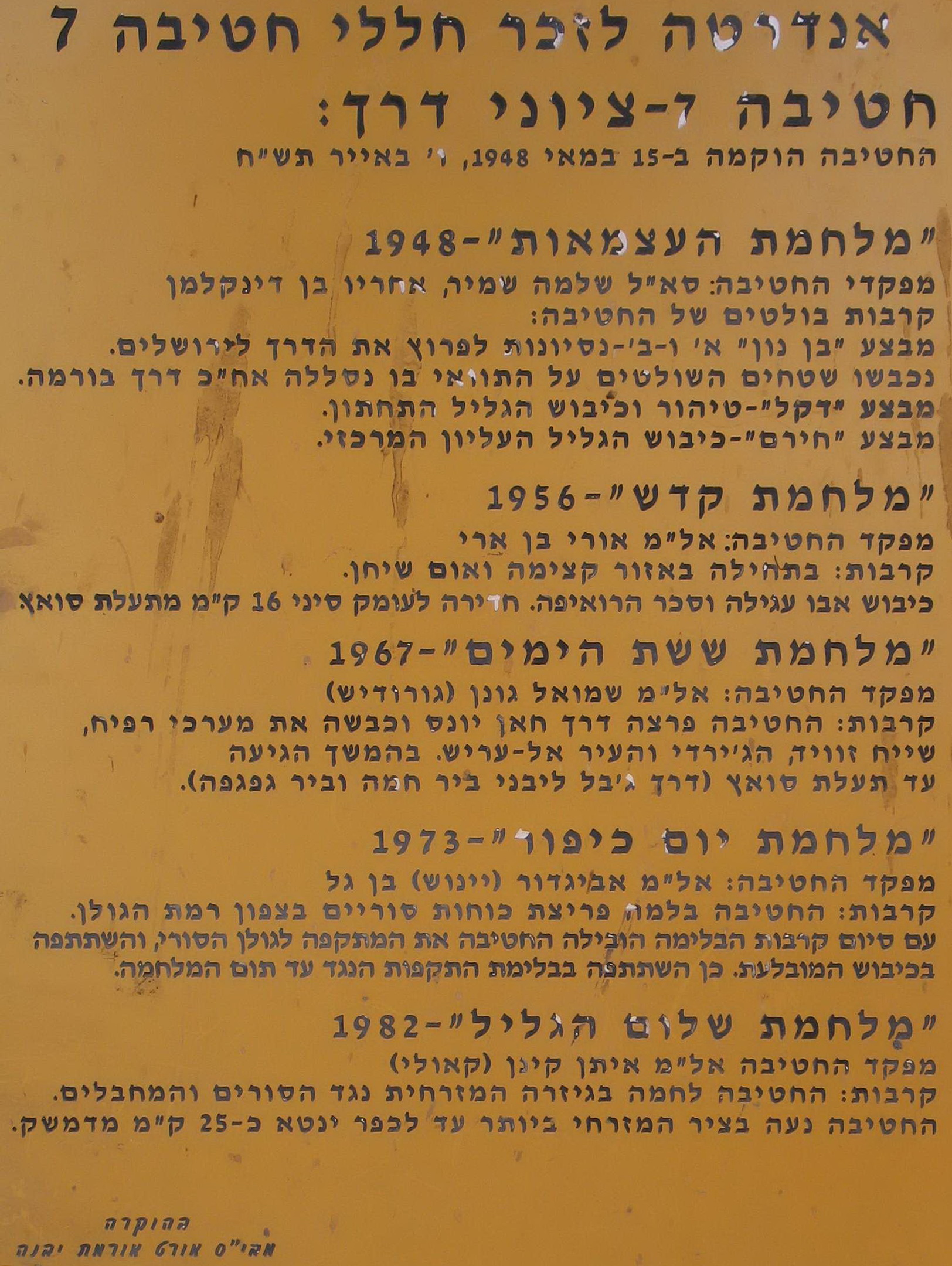
نصب تذكاري لقتلى اللواء السابع.

وعلى الرغم من أن حرب النكبة تضمنت العديد من المعارك التي كَبَّدَت الإسرائيليين الكثير من القتلى، مثل معركة كفار عصيون التي نتج عنها 150 قتيلًا، وكذلك معركة جبل المُكَبِّر التي حَصَدَت 75 قتيلًا، إلا أن معركة اللطرون كانت أكثر أحداث الحرب التي أثَارَت الشائعات والروايات والجَدَل داخل إسرائيل. يَكْمُن السبب الرئيسي وراء ذلك في أن اللطرون ظلَّت هي الدِّعَامة الرئيسية للطريق المؤدي إلى القدس حتى حرب النكسة 1967م، مما اضطّر الإسرائيليين في تلك الفترة إلى الابتعاد عن الطريق الرئيسي والبقاء في هامشه والالتفاف حوله لتجنّب الاصطدام بقرية اللطرون التي كان يسيطر عليها الجيش العربي، وكانوا يُعَانون كي يستطيعوا تجاوزها للوصول إلى القدس، وكان ذلك يَجُول داخل عقولهم كل يوم. وقالت أنيتا شابيرا أن السبب الأساسي وراء الجدل الإسرائيلي حول معركة اللطرون لم يَكُن سوى الذكريات الكارثية في عقول الإسرائيليين المُتَعَلِّقَة بديفيد بن-غوريون والمحاربين القُدامى للجيش البريطاني الذين قرروا شنّ الحرب من ناحية، وجنود البلماح والهاجاناه السابقين الذين قُتِلوا في المعركة من ناحية أخرى. وفي دائرة التأثير هذه التي امتدت إلى سبيعينيَّات القرن العشرين وكذلك في المناظرات والجدالات التي استمرت حتى الثمانينيات، طُرَح تساؤل حول وجود «ضرورة إستراتيجية» لخوض الجيش الإسرائيلي لمعركة اللطرون أصلًا، وأن تلك الضرورة إن لم تكن موجودة بالفِعْل فإن ذلك سَيُعْتَبَر «إهمالًا مُجَرَّمًا» للقيادة الإسرائيلية، خاصة مع وجود خسائر فادحة بين صفوف المهاجرين الإسرائيليين القادمين حديثًا إلى فلسطين والذين أُرْسِلوا لشنّ معركة اللطرون، بالإضافة إلى أنها أصبحت أصبحت جزءًا من حكايات قِيام دولة إسرائيل.
هَاجَم مُعَارِضُوا بن-غوريون «سُلْطَتَه الأخلاقية» بِخَوْضِه لمعركة اللطرون. حيث قالوا أن دخول معركة اللطرون بالاعتماد على «حثالة الأرض» من المهاجرين الذين قُتِلُوا خلالها لم يُغيِّر الحالة إلا نحو الأسوأ. كما أَدَّت الإحصاءات المتعلقة بأعداد القتلى ونسبة المهاجرين منهم إلى تأجيج الجَدَل: حيث أن أعداد القتلى تراوَحَت من «بضع مئات» إلى «500-700 قتيل» وحتى أن هناك إحصاءات تفيد بأنهم بَلَغُوا «1,000-2,000 قتيل». أما نسبة المهاجرين من مجموع القتلى فَوَصَلَت إلى 75%. ويتَّهِم المعارضون بن-غوريون بأنه أراد أن إبطال أسطورة «الجيش العربي الذي لا يُقْهَر» بالإضافة إلى تَبْرِير تَخَلِّيه عن وادي حلوة (مدينة داود بالنسبة للإسرائيليين) لصالح الملك عبد الله الأول. (اعْتَبَرَتْ أنيتا شابيرا أن هذه القصة هي أصل نظرية آفي شلايم الذي يؤكِّد على ما تعتبره أنيتا أسطورة تواطؤ بن-غوريون لصالح الملك عبد الله الأول.)) وعلى الجانب المقابل، يُوَظِّف مُؤَيِّدُو بن-غوريون كل شيء في إبْراز قضية «التضحية التاريخية» التي قام بها المهاجرون، ويُحَمِّلون مسؤولية الفشل في اللطرون لِضَعْف التدريب.
ظهرت الكثير من الكتب التي تروي أحداث حرب 1948م من وجهة نظر إسرائيلية خلال فترة الجدل الخاصة باللطرون، مثل: جانبَيْ التلَّة (The two sides of the hill) لجون وديفيد كيمش (1960م)، وكتاب يا قدس (O Jerusalem) (الأكثر شهرة عالميًّا) لدومينيك لابيير ولاري كولينز (1972م)، وكذلك كتاب التَّكْوين، 1948 (Genesis, 1948) (الوحيد الذي كتبت الصحافة الإسرائيلية مراجعات له) لدان كورتزمان (1970م). وتميل الكتابات السياسية والأبحاث التاريخية المتعلقة باللطرون إلى التركيز على مؤلفات فترة الثمانينات بالإضافة إلى كتاب «اللطرون» لمؤلفه آري إسحاقي الذي يعود إلى زمن أقدم، والذي يَقَع في مُجَلَّدَيْن. حيث أن الكتاب يعطي رقمًا دقيقًا لأعداد القتلى، ولكنه يُخالف ما قاله المؤرخ إزرائيل بير (في تلك الأثناء كان معتقلًا بتهمة التجسس لصالح الاتحاد السوفييتي)، حيث أن الكتاب يُصوِّر المعركة بأنها «الأصعب في تاريخ الجيش الإسرائيلي»، كما يَضَع مسؤولية الهزيمة على بين-غوريون الذي أصابه الذُّعْر بخصوص القدس، وكذلك على الأخطاء التَّكْتِيكِيَّة التي ارتكبها قادة اللِّوَاءَات، وليس على المُهاجرين الذي تَلَقَّوْا (من وجهة نظر الكاتب) تدريبًا كافيًا.

#### مأساة الغربة

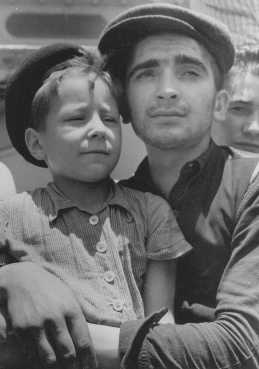
يسرائيل مئير لاو (بعمر 8 سنوات) بين يَدَيْ إلْعَازَار شِيف، ناجِيَان من معسكر اعتقال بوخنفالد، التُقِطَت هذه الصورة عند وصولهما حيفا بتاريخ 15 يوليو 1945م.

في السنوات الأولى بعد تأسيسها، واجهت إسرائيل مشكلة في الدَّمْج الاجتماعي للمهاجرين الجُدُد الذين وَصَلُوا فلسطين بعد الحرب، والذين كانوا قد عَانَوْا من صدمة إما بسبب تهجيرهم من الأراضي العربية أو بسبب المخيمات النازية، وكانوا قد عَانَوْا طيلة فترة الحرب العالمية الثانية الممتدة لستّ سنوات على حد زَعْم الإسرائيليين. فكان من الصعوبة بمكان دَمْجُهم مع يهود السَّابْرَا، وهم اليهود الذين وُلِدُوا في فلسطين أثناء الانتداب البريطاني، وكانوا قد سيطروا على الوظائف الأساسية، وكَوَّنَت عنهم إسرائيل صورة «يهود السابرا الأبطال الأقوياء الشُّجْعَان عَدِيمو الخوف الذين يَحْتَقِرُون الضَّعْف والارتباك». وقد لَمَعَت تلك الصورة أكثر بعد الانتصار الإسرائيلي في حرب الستة أيام.
أَدَّت حرب عام 1973م إلى إحياء ذكريات الهولوكوست عند الإسرائيليين خاصة المهاجرين منهم، وأصبحت الذاكرة الشعبية تَمِيل إلى الاندماج والتصالح مع ذلك التاريخ المليء بالصعوبات والمعاناة والتضحية من وجهة النظر الإسرائيلية. ذلك أدَّى إلى ظهور فئة نُخْبَويّة جديدة في دولة إسرائيل تَكَوَّنَت من اليهود السفارديِّين وأتباع مَنَاحِم بِيجِن الذي كان مُهَاجِرًا بِدَوْرِه. ومن هذا المُنْطَلَق، ظَهَرَت «أسطورة» اللطرون من حالات المعاناة والوفاة الخاصة بالمهاجرين الجُدُد بسبب اندماجهم في مجتمع فيه «صنع النَّاجُون من المحرقة الذاكرة الشعبية الجديدة، لاجؤون مهاجرون لهم ماضٍ مضطرب، واجهوا بعده العِدَاء والخطر ولكنهم صمدوا في أماكنهم بدمائهم وشاركوا في الحرب.»
بُنِيَت أسطورة اللطرون على الحقيقة المؤكدة التي تتمثَّل بأن المهاجرين الجُدُد شاركوا في المعارك، وكذلك بُنِيَت على مجموعة من المعلومات غير الأكيدة التي تتمثَّل بالإحصاءات المتباينة لأعداد القتلى وأعداد المصابين الذي تُرِكُوا في أرض المعركة، ومعلومة أن اللطرون كانت المعركة الأصعب والأهمّ في الحرب. ظَهَر تأثير تلك الأسطورة على التاريخ المكتوب في الكتب والوَثَائِق بشكل أساسي، حيث أن «المهاجرين أرادوا فقط أن يتأكدوا من أن مُسَاهَمَتَهُم في المعركة كُتِبَت في الذاكرة الشعبية [الإسرائيلية] مع وجود علامة زائد بجانبها». لم تأتِ الأسطورة بوثائق جديدة، ولكنها أَبْرَزَت نفسها في السِّيَر الذاتية، والذِّكْرَيَات، وسِجِلّات الوفيات الخاصة بالذين شاركوا في الأحداث. لقد كانت وِجْهَة نظر نادرًا ما أتى ذكرُهَا عند سَرْد أيٍّ من رِوَايتَيْ الأحداث اللَّتَيْن ذكرناهما سابقًا، ولكنها أصبحت أسطورة تعيش بين الإسرائيليين حتى هذا اليوم بسبب تَذَكُّرِهَا وإحياءها من قِبَل المُهَاجِرِين.

#### أسطورة الذنب

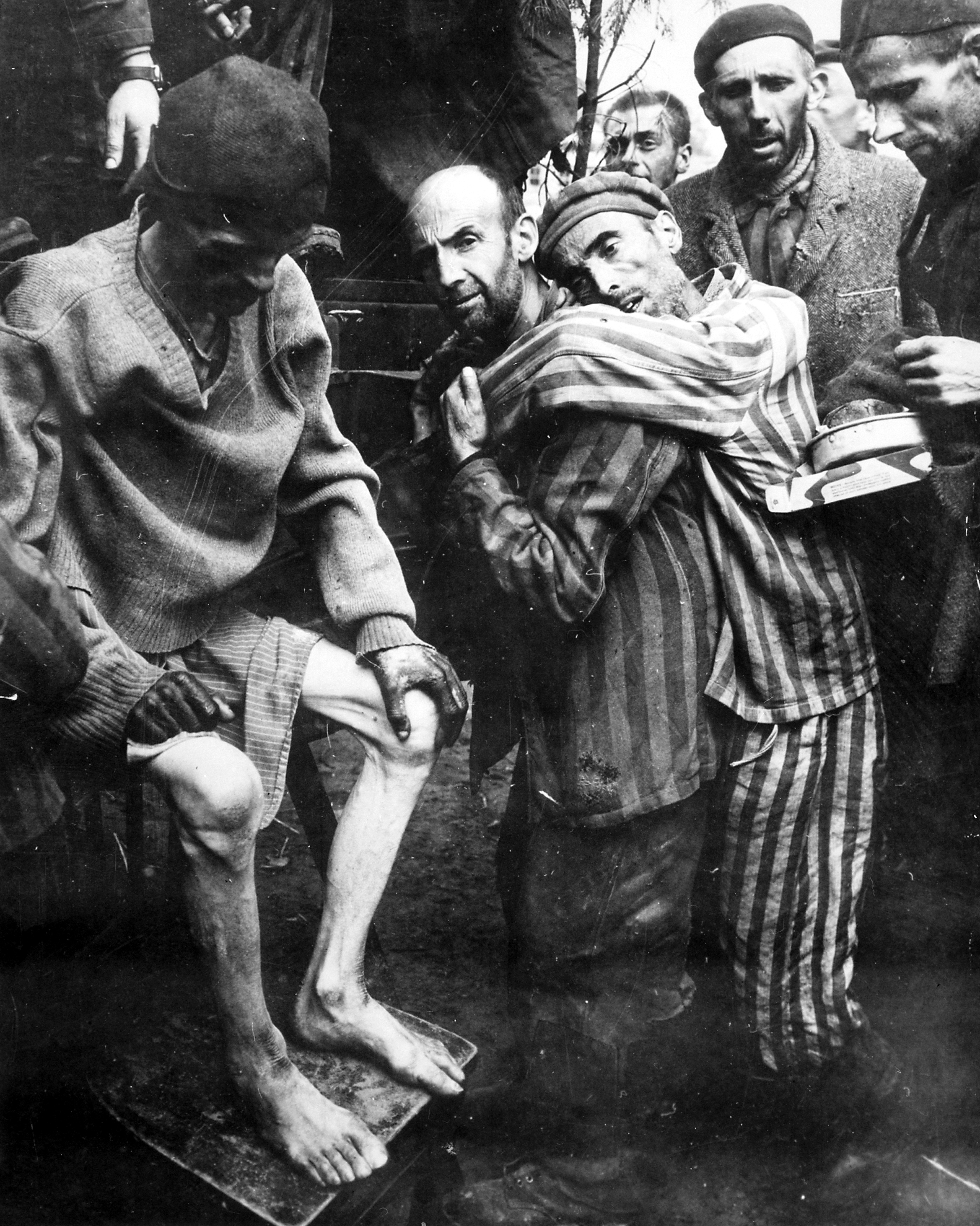
نَاجُون من معسكر اعتقال فوبيلين (1945م)

في ثمانينيَّات القرن العشرين، نشأ انشقاق في صفوف حركة ما بعد الصهيونية، وجاء تاريخ معركة اللطرون ليمثل إجرام الدولة الإسرائيلية الذي طَالَ مواطنيها حتى، وذلك بسبب التضحية بالمهاجرين الجُدُدْ في معركة اللطرون وإقحامهم فيها بدون تدريب أو معدات مناسبة وكذلك كان هناك من ادَّعَى بأن تلك المعركة لم تَكُنْ بتلك الضرورة حتى. وأصبح ذلك وسيلة للحديث عن أن دولة إسرائيل بُنِيَت على المجازر والتهجير بحق الشعب الفلسطينيّ. وتَعَالَتْ في الأثير عِبَارَات «النِّفاق»، و«الحقائق المُزَيَّفَة»، و«دماء الهاربين من المحرقة الذين جاءوا كي يَجِدُوا حياةً جديدة ولكنهم وَجَدُوا الموت بدلًا عنها».
أَلَّف الشاعر المُعَارِض الشهير غابي دانييل (اسمه الحقيقي بينيامين هاروشوفسكي-هارشاف) العديد من القصائد التي تتناول تلك الرؤية لأحداث اللطرون، ومنها القصيدة التي أسماها "بيتر العظيم"، التي تناولت مواضيع التَّجَرُّد من الإنسانية عند الدولة الإسرائيلية، وأن ديفيد بن-غوريون أقام محارقًا لليهود بنفسه، حيث أن "اليهود الشباب البريئين [المهاجرين] من العِرْق المُتَفَوِّق الذين وجدوا أنفسهم -بدون اسم أو رؤية-
مٌنْقِذِين لإسرائيل."
بيتر العظيم
شَيَّدَ مدينة سانت بطرسبرغ
في البِحَار الشمالية
على ظهور عَبِيدِه
ديفيد بن-غوريون
شَيَّد
طريق بورما، الذي التَفّ حَوْل،
الطريق، طريق القدس العاصمة،
وهو يستند إلى ظهور الشباب اللاجئين من المَحْرَقَة
اعْتَبَرَتْ أنيتا شابيرا أن ظهور هذه "الأسطورة الجديدة" كان ضروريًّا لكيلا يتخلَّى الإسرائيليون عن هويتهم كاملة بسبب تلك الأحداث في الماضي، بالإضافة إلى أنهم أصبحوا الآن قادرين على رفضها والتَّبَرُّؤ منها. وبينما واجهت إسرائيل الكثير من الانتقادات النابعة من أساطير الإجرام التي صَاحَبَت تأسيس الدولة، أصبح تَقَبُّل تلك الفكرة أهْوَن وَقعًا على الإسرائيليين، حيث أن "هذه الرؤية لمعركة اللطرون كان مُقَدَّرًا لها أن تَنْسِف الخُرَافة التي تقول
بأن جمع شمل [اليهود في فلسطين] كان فقط على أيدي مجموعة من المُتَطَرِّفِين المتمَوْضِعِين في مركز المُجْتمع الفكري [الإسرائيلي]". أي أن معركة اللطرون التي كان معظم مقاتليها وقتلاها من اليهود المهاجرين أثبتت أن الدولة قامت على أكتاف أشخاص آخرين غير المتطرفين الذين أقاموا المجازر.

#### قرية شلتة
شِلْتَة هي قرية فلسطينية تقع في قضاء الرملة، وقد جَرَت فيها معركة ومأساة بالنسبة للإسرائيليين، ولكنها ممسوحة بشكل كليّ من ذاكرتهم الشعبية. في 18 يوليو، تَلَقَّت فِرْقَة من الكتيبة الأولى من لواء اليفتاح أمرًا بالاستيلاء على قرية شلتة، حيث كانت عبارة عن قاعدة عسكرية تحمي الطريق الوحيد المتاح للجيش العربي للوصول إلى اللطرون التي تَقَع على بُعْد عدة كيلومتْرَات شمال القرية. لم تُبْلِغ الاستخبارات الإسرائيلية الضابط المسؤول عن الهجوم عن وجود قاعدة عسكرية أخرى بقرب القرية تُسِيطِر عليها فِرْقَة مُعَزَّزَة تابعة للجيش العربي. من تلك القاعدة الأخرى، كان يستطيع أفراد الجيش العربي مٌرَاقَبَة العمليات الإسرائيلية وطَلَب الإمداد التي كانت تتضمن عَرَبَات مٌدَرَّعَة. وعندما بدأت القوات الأردنية هجومها المضاد، تَلَقَّى الإسرائيليون ضَرْبَة قوية من جميع الاتجاهات. ولم يَكُن هناك جنود آخرون لدعمهم، مما اضطُّرَّهم إلى التراجع في وَضَح النهار. وبَلَغ عدد القتلى في الجانب الإسرائيلي 45 جنديًّا، تسعة عشر منهم دون سنّ الـثامنة عشرة.
وبالرغم من الخسائر الكبيرة، إلا أن أنيتا شابيرا تؤكِّد أن تلك المعركة لم تَبقَ في الذاكرة الشعبية الإسرائيلية. «إذا امتلك النصر الكثير من الآباء [...] ستكون الهزيمة يتيمة. [...] لم يَدْخُل قتلى شلتة ضمن الكَوْكَبَة اللامعة الخاصة بالذاكرة الوطنية الإسرائيلية. [...] [فبينما كانت هناك جدالات كثيرة حول اللطرون]، كان يَجِب لهؤلاء الـ45 جنديًّا الذين لَقَوْا حتفهم أن يثيروا التساؤلات. ولكنهم ماتوا في جانب من ساحة المعركة أثْبَت أنه عديم الأهمية، ذلك مع الأخذ بعين الاعتبار أن [تلك المعركة] لم تكن لتؤثر على نتيجة الحملة العسكرية[تقصد حملة اللطرون].»

#### إحياء الذكرى
بعد أزمة العدوان الثلاثي وحرب الستة أيام، جاء الجيش الإسرائيلي لِيُعَسْكِر في منطقة اللطرون. ناقَش كبار الضباط الإسرائيليين احتمالية نَقْل أماكن الخدمة للمُجَنَّدين الجدد في جبل مسعدة إلى منطقة أخرى أنسب، وذلك لأسباب تقنية (مسافة الاتصال مع القواعد)، وكذلك لأن إسرائيل احتلَّت فلسطين التاريخية كلها بعد حرب الستة أيام، مما يعني إمكانية دخولها إلى أماكن جديدة لم تكن تستطيع دخولها قَبْلًا. وقد وقع الاختيار النهائي على منطقة اللطرون. وفي ثمانينيَّات القرن العشرين، بُنِيَ موقع تذكاريّ ومتحف مكان موقع قلعة الشرطة في اللطرون. وكان لذلك التجمُّع المعماري جدار يحمل أسماء الجنود الإسرائيليين الذين قُتِلُوا منذ حرب فلسطين 1948م، بالإضافة إلى نُصُب تذكاري لتمجيد الأبطال، ونصب آخر لتوقيرهم. يحتوي المتحف على ما يقارب الـ200 دبابة وعَرَبَات مُدَرَّعَة أخرى من أنواع كثيرة.

### التأريخ الأردني
استنادًا إلى يوجين روغان، يتشكَّل التاريخ الأردني حول الحرب بشكل أساسي من ذكريات الضباط الأردنيين الذين شاركوا في القتال، أو من المؤرخين الوطنيين. ويُصَرِّح يوجين أن هذه المؤلفات التاريخية «غير الأساسية» مُوَالِيَة إلى حدّ كبير لنظام الحكم الأردني، وتستسقي معلوماتها من كتاب مُذَكِّرَاتي لحابس المجالي قائد الكتيبة الرابعة، وكتاب معارك باب الواد لمحمود الرُّوسان أحد الضباط الكبار، وفي سبيل القدس لمَعْنْ أبو نوار ضابط في الجيش العربي، وكتاب جندي مع العرب لجون باغوت غلوب. يعتبر التأريخ الأردني اللطرون انتصارًا عظيمًا للجيش العربي في سبيل دفاعه عن القدس، إذ استطاعت وحدة عسكرية مكونة من 1,200 جندي فقط من التصدي لهجوم شَنَّه 6,500 جندي إسرائيلي، وحَصَد ما بين 400 و2000 قتيل إسرائيلي. يذكر غلوب أن عدد القتلى خلال الهجوم الأول بلغ 600 قتيل إسرائيلي و600 آخرين في الهُجُومَيْن التَّالِيَيْن.
ويُسْتَشْهَد بأن حابس المجالي هو القائد العربي الوحيد الذي هَزَم الإسرائيليين خلال حرب 1948م، وأنه استعاد شيئًا من كرامة العَرَب. واستنادًا للرواية الأردنية للأحداث، كان حابس المجالي هو الذي أَسَر أرئيل شارون خلال أحداث المعركة، وكان العقيد أشتون (القائد البريطاني لحابس المجالي من اللواء الثالث) قد مَنَعَه من استخدام سلاح المدفعية لضرب طريق بورما، وكان ذلك من شأنه أن يمنع تشييد الطريق. وبعد الحرب، عُيِّن حابس حارسًا شخصيًّا للملك عبد الله الأول، وفي 1957م عُيِّن رئيسًا لهيئة الأركان المشتركة للقوات المسلحة الأردنية وأصبح وزيرًا للدفاع سنة 1967م.

### التأريخ والذاكرة الشعبية الفلسطينية

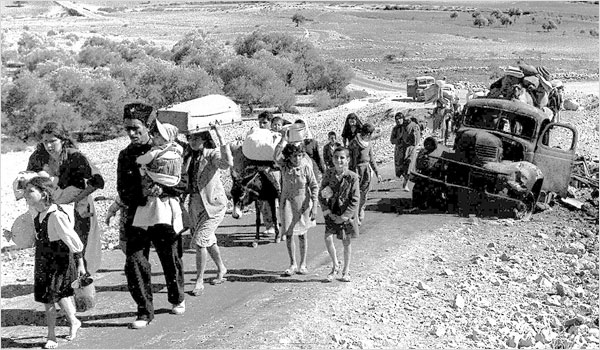
لاجئون فلسطينيون خلال التهجير سنة 1948

تتشابه الرواية الفلسطينية لأحداث المعركة مع الرواية الإسرائيلية. فهي بعد كل شي مَبْنِيَّة على الرواية الإسرائيلية إلا أنها لا تعطي للأحداث صفة رمزية. وفي كتاب «كي لا ننسى: قرى فلسطين التي دمرتها إسرائيل سنة 1948 وأسماء شهدائها»، يُشِير المؤلف وليد الخالدي إلى عملية ماكابي على أنها الهجوم الأول. وقد قَدَّم الكتاب تقريرًا يفيد بأن المقاومة التي أظهرها الجيش العربي وجيش المتطوعين كانت «مُسْتَلْهَمة من عبد القادر الحسيني» (الذي اسْتُشْهِد قبل المعركة بشهر واحد). ويُشِير التأريخ والذاكرة الشعبية الفلسطينية إلى أن المجازر وحالات التَّهْجِير القَسْرِي الذي مارسه الاحتلال الإسرائيلي على الفلسطينيين خلال حرب 1948م من الممكن اعتبارها تَطْهِيرًا عِرْقِيًّا. وفي منطقة اللطرون، طَال هذا التطهير العرقيّ قُرَابَة 20 قرية فلسطينية وعَشَرَات الآلاف من الفلسطينيين. كان بعض السكان قد هاجروا خلال المعارك التي دارت في إبريل، ولكن مُعْظَمَهم تَعَرَّض للتهجير عِنْد هجوم الإسرائيليين على قُرَاهُم خلال العمليات العسكرية اللاحقة. وعند احتلالهم لقرية ما، يَطْرُد الجنود الإسرائيليون منها أهلها غير المُقَاتِلِين، فَيُهَدِّدونهم ويهدمون بيوتهم. وقد وَقَعَت مَجْزَرَة اسْتُشْهِد فيها ما بين 30 و70 فلسطينيًّا بعد بضعة أيام من احتلال قرية أبو شوشة. وسُوِّيَت مُعْظَم القُرَى بالأرض، وذلك لكيلا يحتمي فيها المتطوعون العرب في القتال، وأيضًا لِمَنْع أهلها من الرجوع إليها. وفي بعض الحالات، بُنِيَت مُسْتَوْطَنَات إسرائيلية مكان القرى الفلسطينية.

### فهرس المراجع العربية
1. ↑  راجع الملاحظة رقم 8 للاطلاع على 92 قتيلًا إضافيًّا على الأقل غير محتسب في هذا الرقم.
2. 1 2 3 4 5  محاسيس، نجاة سليم محمود (2011م). معجم المعارك التاريخية (ط. الأولى). عمّان: دار زهران للنشر والتوزيع. ص. 452–453.
3. ↑  عدنان أبو عامر (9 أبريل 2021). "مجزرة دير ياسين.. شهادات متجددة على دموية الاحتلال الإسرائيلي". الجزيرة نت. مؤرشف من الأصل في 2021-04-11. اطلع عليه بتاريخ 2022-02-13.
4. ↑  اطراد المجالي (23 يوليو 2021). "في ذكرى معركة اللطرون الخالدة". صحيفة وَطَنَّا نيوز الأردنية الإلكترونية. مؤرشف من الأصل في 2022-03-31. اطلع عليه بتاريخ 2022-03-31.
5. 1 2 3 4 5 6 7 8 9 10  "حرب 1948م". الموقع الرسمي للقيادة العامة للقوات المسلحة الأردنية. مؤرشف من الأصل في 2022-03-05. اطلع عليه بتاريخ 2022-03-31.
6. ↑  أحمد زكريا (2010)، صفحة 245.
7. 1 2  اشتية، محمد (2011). موسوعة المصطلحات والمفاهيم الفلسطينية. دار الجليل للنشر والدراسات والأبحاث الفلسطينية. ص. 491–492.
8. ↑  أحمد زكريا (2010)، صفحة 239.
9. ↑  الخليل، توفيق (2016). تاريخ القدس من عام 1947 إلى عام 1967. دار الفلاح للنشر والتوزيع. ص. 68.
10. ↑  أحمد زكريا (2010)، صفحة 240.
11. ↑  أحمد شريف الزعبي (2021)، صفحة 74.
12. ↑  أحمد شريف الزعبي (2021)، صفحة 77.
13. ↑  أحمد زكريا (2010)، صفحة 244.
14. 1 2 3 4 5 6 7 8 9 10 11  سليمان، يزيد (1 سبتمبر 2018). هاشم حمدان (المحرر). "70 عاما على النكبة: معارك الجيوش العربية في حرب 1948(5/19)". عرب48. مؤرشف من الأصل في 2022-03-05. اطلع عليه بتاريخ 2022-04-28.
15. ↑  وديع عواودة (11 يناير 2014). "شارون.. سجل دموي من قبية حتى جنين". الجزيرة نت. مؤرشف من الأصل في 2018-12-09. اطلع عليه بتاريخ 2022-02-13.
16. 1 2  "حابس المجالي عندما أسـر شارون في معـركة اللطـرون". صحيفة الدستور الأردنية. 13 يناير 2014. مؤرشف من الأصل في 2021-04-22.
17. ↑  أحمد زكريا (2010)، صفحات 247-248.
18. ↑  أحمد شريف الزعبي (2021)، صفحة 80.
19. 1 2  أحمد شريف الزعبي (2021)، صفحة 81.
20. ↑  النمر، أحمد (19 أغسطس 2017). "'ميكي ماركوس' الجنرال الصهيوني الأول". باب الواد. مؤرشف من الأصل في 2022-04-29. اطلع عليه بتاريخ 2022-04-29.
21. ↑  أحمد زكريا (2010)، صفحة 249.
22. ↑  حمودي، سناء. "اللد، 9-13 تموز/ يوليو 1948". المسرد الزمني الفلسطيني. مؤرشف من الأصل في 2022-04-15. اطلع عليه بتاريخ 2022-04-15.
23. ↑  "«بطولات الجيش العربي في القدس وفلسطين 1948» كتاب جديد للدكتور غوانمة : أبطال القوات المسلحة سطروا ملاحم بطولية في القدس واللطرون وباب الواد وكفار عصيون". صحيفة الدستور الأردنية. 21 أبريل 2010. مؤرشف من الأصل في 2022-02-13.
24. ↑  سليمان، يزيد (19 يناير 2019). هاشم حمدان (المحرر). "70 عاما على النكبة: سقوط توأمي فلسطين (اللد والرملة) 1948 (22)". عرب48. مؤرشف من الأصل في 2022-01-19. اطلع عليه بتاريخ 2022-04-15.
25. ↑  سليمان، يزيد (29 يونيو 2019). هاشم حمدان (المحرر). "70 عاما على النكبة: الهدنة الثانية 1948 (25)". عرب48. مؤرشف من الأصل في 2022-04-22. اطلع عليه بتاريخ 2022-04-22.
26. ↑  أحمد شريف الزعبي (2021)، صفحة 89.
27. ↑  "قرية قولة الفلسطينية المهجرة". صحيفة الحدث الفلسطينية. 18 فبراير 2019. مؤرشف من الأصل في 2019-02-18. اطلع عليه بتاريخ 2022-04-24.
28. ↑  أحمد شريف الزعبي (2021)، صفحة 90.
29. ↑  "البرج قضاء الرملة". فلسطين في الذاكرة. مؤرشف من الأصل في 2018-08-26. اطلع عليه بتاريخ 2022-04-22.
30. ↑  أحمد شريف الزعبي (2021)، صفحات 90-92.
31. ↑  الشرع، صادق (1997). "الحرب العربية الإسرائيلية الأولى عام 1948". حروبنا مع إسرائيل 1973-1974: معارك خاسرة وانتصارات ضائعة: مذكرات ومطالعات (ط. الأولى). دار الشروق للنشر والتوزيع. ص. 196.
32. ↑  أحمد شريف الزعبي (2021)، صفحة 95.
33. ↑  أحمد شريف الزعبي (2021)، صفحة 96.
34. ↑  أحمد زكريا (2010)، صفحات 245-246.
35. ↑  "المشير حابس المجالي اسطورة معارك اللطرون وباب الواد". موقع قبيلة المجالي. مؤرشف من الأصل في 2022-02-13. اطلع عليه بتاريخ 2022-02-13.
36. ↑  القرى الفلسطينية في منطقة اللطرون التي تعرَّضَتْ للتهجير خلال حرب 1948م مع عدد السكان المهجرين لكل قرية: دير أيوب (371 نسمة)، صيدون (244 نسمة)، دير محيسن (232 نسمة)، ساريس (650 نسمة)، خربة بيت فار (348 نسمة)، أبو شوشة (1000 نسمة)، النعاني (1705 نسمة)، القباب (2297 نسمة)، بيت محسير (2784 نسمة)، بيت جيز (115 نسمة)، بيت سوسين (244 نسمة)، اللطرون (220 نسمة)، خربة اسم الله (23 نسمة)، دير رفات (499 نسمة)، صرعة (394 نسمة)، عسلين (302 نسمة)، إشوع (709 نسمة)، كسلا (325 نسمة)، دير عمرو (719 نسمة).[87]
37. ↑  "قائمة بالقرى والمدن المهجرة والمدمرة في قضاء القدس". فلسطين في الذاكرة. مؤرشف من الأصل في 2022-04-27. اطلع عليه بتاريخ 2022-05-01.

### فهرس المراجع الأجنبية
1. ↑  "Plan Of Partition With Economic Union Annex A to resolution 181 (II) of the General Assembly, dated 29 November 1947". United Nations. مؤرشف من الأصل في 2015-04-02. اطلع عليه بتاريخ 2010-08-04.
2. ↑  Kenneth M. Pollack, Arabs at War: Military Effectiveness 1948–1991, University of Nebraska Press, 2003, p. 278.
3. ↑  Shapira 2005، صفحة 91 [بحاجة لمصدر]
4. ↑  Resolution 181 (II). Future government of Palestine A/RES/181(II)(A+B) 29 November 1947. نسخة محفوظة 2015-10-21 على موقع واي باك مشين.
5. 1 2  Gelber (2006), p. 95.
6. ↑  Morris، Benny (2003)، The Birth of the Palestinian Refugee Problem Revisited، ص. 116
7. ↑  Yoav Gelber (2006), p. 109.
8. ↑  Yoav Gelber (2006), p. 140.
9. 1 2 3 4 5  Yoav Gelber (2006), pp. 138–145.
10. 1 2 3  Benny Morris (2008), p. 132.
11. 1 2  Benny Morris (2008), p. 219.
12. ↑  Efraïm Karsh (2002), pp. 60–62.
13. ↑  Story of the Battle of Bayt Mahsir نسخة محفوظة 2012-02-19 على موقع واي باك مشين. on the website of the Palmach (retrieved on 9 August 2008).
14. 1 2  Ytzhak Levi (1986), detailed chronology of the battle of Jerusalem given at the end of the book.
15. ↑  Benny Morris (2008), p. 162.
16. 1 2 3 4  Lapierre et Collins (1971), p. 611.
17. 1 2  Benny Morris (2008), p. 463 nn196.
18. 1 2 3 4  Benny Morris (2002), p. 152.
19. 1 2  Benny Morris, (2008), pp. 207–208.
20. ↑  Pierre Razoux, Tsahal, nouvelle histoire de l'armée israélienne, Perrin, 2006, p. 73.
21. ↑  Pollack (2002), p. 270.
22. ↑  Steven Thomas, cited by www.balagan.org.uk in a full description of forces in the area.
23. 1 2 3 4 5  Ami Isseroff, site www.mideastweb referring to Yitzhak Levi (1986), Nine measures, p. 266.
24. ↑  Benny Morris (2002), p. 169.
25. 1 2 3 4 5 6 7 8 9 10  , بيني موريس, Histoire revisitée du conflit arabo-sioniste, Editions complexe, 2003, map p. 241 et pp. 247–255.
26. 1 2 3 4 5 6 7 8 9 10  Benny Morris (2008), Description of the Operation Bin Nun, pp. 221–224.
27. 1 2  Anita Shapira, L'imaginaire d'Israël : histoire d'une culture politique (2005), Latroun : la mémoire de la bataille, Chap. III. 1 l'événement pp. 91–96.
28. 1 2 3 4 5 6 7 8 9  Lapierre & Collins (1971), events related to the battle of Latrun, pp. 700–706; pp. 720–723; pp. 726–732; pp. 740–741.
29. ↑  Collins and Lapierre talk about 450 new immigrants recently debarked (Lapierre & Collins (1971), p. 712). Ami Isseroff (2003) on the website www.mideastweb talks about 145 and Anita Shapira (2005) pp. 94–95 talks about 65 to 70 immigrants for company B.
30. ↑  Benny Morris (2008) p. 222.
31. ↑  Sharon، Ariel (28 أغسطس 2001)، Warrior. An Autobiography، سايمون وشوستر، ص. 57، ISBN:978-0-7432-2566-3
32. 1 2 3 4  David Tal (2003) pp. 225–231.
33. ↑  Benny Morris (2002) p. 169.
34. 1 2 3 4 5 6 7 8 9 10 11  Benny Morris (2008), Description of the Operation Bin Nun Bet pp. 224–229.
35. 1 2 3 4  Lapierre & Collins (1971), Events relative to the second battle of Latrun, pp. 774–787.
36. ↑  David Tal (2003), p. 229.
37. ↑  Ytzhak Levi (1986) p. 461.
38. 1 2 3 4 5 6  Benny Morris, 1948 (2008), Information relating to the Burma road pp. 230–231.
39. 1 2  Dominique Lapierre et Larry Collins, O Jérusalem (1971) pp. 827–828.
40. ↑  Dominique Lapierre et Larry Collins, O Jérusalem (1971) pp. 806–809.They report one Israeli fatality a Civilian who died of a heart attack
41. ↑  Pierre Razoux, Tsahal, nouvelle histoire de l’armée israélienne, Perrin, 2006 p. 78.
42. ↑  زئيف شيف، A History of the Israeli Army, 1985 p. 37.
43. ↑  Howard Sachar, A History of Israel. From the Rise of Zionism to our Time, Knopf, 3ème édition, 2007 p. 327.
44. 1 2 3 4 5 6 7 8  Benny Morris, 1948 (2008), Information relative to Operation Yoram pp. 229–230.
45. ↑  Ytzhak Levi, Nine Measures: The Battles for Jerusalem in the War of Independence (1986) p. 283.
46. ↑  Description of the events on the official website of Palmah نسخة محفوظة 2011-07-18 على موقع واي باك مشين. (retrieved on 10 August 2008).
47. ↑  Morris، Benny (2004)، The Birth of the Palestinian Refugee Problem Revisited، ص. 423-424
48. 1 2  Benny Morris, 1948 (2008) p. 286.
49. 1 2  Benny Morris, 1948 (2008) p. 293.
50. ↑  Morris، Benny (2008). 1948: A History of the First Arab–Israeli War. ص. 354.
51. ↑  Morris، Benny (2008). 1948: A History of the First Arab–Israeli War. ص. 355.
52. ↑  Benny Morris (2008), p. 293.
53. ↑  Arieh Itzchaki (1982), Latrun. The battle for the road to Jerusalem.
54. ↑  بيني موريس, The Birth of the Palestinian Refugee Problem Revisited, Cambridge University Press, 2004 p. 436.
55. ↑  Benny Morris (2008), pp. 315–316.
56. ↑  Benny Morris (2008), pp. 317.
57. ↑  Benny Morris (2008), p. 318.
58. ↑  Benny Morris (2008), pp. 317–318.
59. ↑  Benny Morris (2008), p. 319.
60. ↑  Benny Morris, The road to Jerusalem (2002) p. 169.
61. ↑  Benny Morris, The road to Jerusalem (2002) p. 241.
62. ↑  Yoav Gelber, Palestine 1948 (2006) p. 250.
63. ↑  Anita Shapira, L'imaginaire d'Israël : histoire d'une culture politique (2005) p. 91.
64. 1 2 3 4 5  Anita Shapira, L'imaginaire d'Israël : histoire d'une culture politique (2005), pp. 97–102.
65. ↑  Kenneth M. Pollack, Arabs at War: Military Effectiveness 1948–1991, University of Nebraska Press, 2003, p. 277.
66. 1 2 3 4 5 6 7 8  Anita Shapira, L'imaginaire d'Israël : histoire d'une culture politique (2005) pp. 103–112.
67. ↑  See also: أفي شلايم, "Collusion Across the Jordan".
68. ↑  Anita Shapira, L'imaginaire d'Israël : histoire d'une culture politique (2005) p. 108.
69. ↑  See توم سيغف (1998), 1949. The First Israelis.
70. 1 2 3 4 5  Anita Shapira, L'imaginaire d'Israël : histoire d'une culture politique (2005) pp. 113–121.
71. 1 2 3  Anita Shapira, L'imaginaire d'Israël : histoire d'une culture politique (2005) pp. 122–131.
72. ↑  "Archived copy". مؤرشف من الأصل في 2012-06-01. اطلع عليه بتاريخ 2010-11-23.{{استشهاد ويب}}:  صيانة الاستشهاد: الأرشيف كعنوان (link)
73. 1 2  Anita Shapira (2007) p. 234.
74. ↑  Ben-Yehuda، Nachman (1996). "The Masada Myth: Collective Memory and Mythmaking in Israel". University of Wisconsin Press. ص. 159–160. مؤرشف من الأصل في 2020-12-03.
75. ↑  "PYad La'Shyrion". مؤرشف من الأصل في 2009-05-05. اطلع عليه بتاريخ 2009-05-08.
76. ↑  Eugène Rogan (2001) p. 96.
77. ↑  The Arab Legion and the Defense of Jerusalem نسخة محفوظة 2008-05-20 على موقع واي باك مشين., on the website of the Jordanian Embassy to the United States.
78. 1 2  Joffe، Lawrence (27 أبريل 2001). "Habes al-Majali: As Jordan's military chief, he defeated Israelis, Palestinians and Syrians". الغارديان. مؤرشف من الأصل في 2021-06-06. اطلع عليه بتاريخ 2008-07-12.
79. ↑  Benny Morris, The road to Jerusalem (2002), p. 169, referring to جون باغوت غلوب, A soldier among the Arabs p. 132.
80. ↑  "Biography of Habes al-Majali". www.salaam.co.uk. مؤرشف من الأصل في 2017-08-08.
81. ↑  "Habes al-Majali: Jordanian field marshall". www.britannica.com. مؤرشف من الأصل في 2017-08-09.
82. ↑  Khalidi, Walid (1992), p. 276.
83. ↑  Narrative of the battle of Latrun on the website www.jerusalemites.org based on Walid Khalidi (1992).
84. ↑  See, for example, نور الدين مصالحة, Expulsion of the Palestinians, Institute for Palestine Studies, 1992 and إيلان بابي, The ethnic cleansing of Palestine, Oneworld Publications Limited, 2007.
85. ↑  بيني موريس, The Birth of the Palestinian Refugee Problem Revisited, مطبعة جامعة كامبريدج, 2004 p. 257.
86. ↑  Khalidi, Walid (1992).
87. ↑  See Morris، Benny (2004). The Birth of the Palestinian Refugee Problem Revisited. مطبعة جامعة كامبريدج. ص. xvii–xviii.

### بيانات المراجع
باللغة العربية
- أحمد زكريا محمد فرج، المحرر (2010م). حَرْب 1948 ونَكْبَتُهَا (الطبعة الأولى). القاهرة: مكتبة الإيمان - مكتبة جزيرة الورد.

بلغات أجنبية
- Abu Nowar, Ma'n, The Jordanian–Israeli War 1948–1951: A History of the Hashemite Kingdom of Jordan, Ithaca, 1999, (ردمك 0-86372-286-5).
- Yoav Gelber, Palestine 1948, Sussex Academic Press, Brighton, 2006, (ردمك 1-84519-075-0).
- Efraim Karsh, The Arab–Israeli Conflict—The Palestine War 1948, Osprey Publishing, 2002, (ردمك 1-84176-372-1).
- Walid Khalidi, All That Remains: The Palestinian Villages Occupied and Depopulated by Israel in 1948, Institute For Palestine Studies, 1992.
- Itzchaki, Ariè, Latrun. The Battle for the road of Jerusalem, Jerusalem, 1982.
- Lapierre, Dominique and Larry Collins, O Jerusalem, Robert Laffont, 1971, (ردمك 2-266-10698-8) باللغة الفرنسية and (ردمك 0-671-78589-3)
- Levi, Ytzhak, Nine Measures: The Battles for Jerusalem in the War of Independence, Ma'arachot, 1986.
- Benny Morris, 1948, Yale University Press, 2008, (ردمك 0-300-12696-4).
- Pollack، Kenneth M. (1 سبتمبر 2004). Arabs at War: Military Effectiveness, 1948–1991. Bison Books. ص. 717. ISBN:0-8032-8783-6.
- Tal, David, War and Palestine 1948. Strategy and Diplomacy., Frank Cass & Co, 2003, (ردمك 0-7146-5275-X).
- Shapira, Anita (2005). L'imaginaire d'Israël: histoire d'une culture politique (بالفرنسية). Calmann-Lévy. ISBN:978-2-7021-3633-1. Archived from the original on 2020-10-25.

#### سِيَر ذاتية تتحدث عن أشخاص عايشوا الأحداث
- Benny Morris, The road to Jerusalem, I. B. Tauris, 2002 (ردمك 1-86064-812-6)
- Anita Shapira, Igal Allon, Native Son. A Biography, University of Pennsylvania Press, 2007 (ردمك 978-0-8122-4028-3)
- Silberman, Neil, A Prophet from Amongst You: The Life of Yigael Yadin, Soldier, Scholar, and Mythmaker of Modern Israel, Addison Wesley, 1994. (ردمك 978-0-201-57063-2)

#### مؤلفات تتحدث عن «أسطورة» اللطرون وتأثيرها في الهوية الإسرائيلية
- Abramson, Glenda (editor), Modern Jewish Mythologies, Hebrew Union College Press, 1993, (ردمك 0-87820-216-1) In particular, the article of Anita Shapira, Myth and Identity: the case of Latrun 1948, pp. 37–56
- Anita Shapira, L'imaginaire d'Israël: histoire d'une culture politique, Calmann-Lévy, 2005, (ردمك 978-2-7021-3633-1) باللغة الفرنسية

### مقالات متعلقة بالتأريخ الأردني
باللغة العربية
- "أحمد شريف" عيسى الزعبي (2021). الجَيْش العَرَبِي مَسِيرَة عِزّ وفَخَار (ط. الأولى). عمان: وزارة الثقافة الأردنية. ISBN:978-9957-94-732-3.

بلغات أجنبية
- Rogan, Eugène et Avi Shlaim (editors), الحرب من أجل فلسطين 1948, الفصل الرابع. مطابع جامعة كامبرج, (ردمك 2-7467-0240-1).

#### خرائط
- خريطة تفصيلية لفلسطين عام 1946 وضغط جميع الطرق والبلدات والقرى والمستوطنات. تم التوقيع عليه من قبل موشيه دايان وصدقي الجندي.
- خريطة معاصرة لطريق القدس.

#### مستندات رسمية
- فولك برنادوت، تقرير مرحلي لوسيط الأمم المتحدة بشأن فلسطين مقدم إلى الأمين العام لإحالته إلى أعضاء الأمم المتحدة، 16 سبتمبر 1948، التقرير «A/648».

#### شهادات
- معن أبو نوار، في سبيل القدس عمان، 1968
- الغسان، محمود، معركة باب الواد، عمان، بلا تاريخ
- جون باغوت غلوب، جندي مع العرب، هاربر، 1957
- حابس المجالي، مذكراتي - عمان 1960
- إسحاق رابين، مذكرات، 1980، (ردمك 0-520-20766-1)
- شلومو شامير، معركة القدس، بوسنر، 2001، (ردمك 965-219-020-9)

- Ariel Sharon, Warrior. An Autobiography, Simon & Schuster, 1989, pp. 47–61, (ردمك 0-671-60555-0)

### أفلام
- في ظل العمالقة، بواسطة ملفيل شافيلسون، 1966

- Is Jerusalem Burning? Myth, Memory and the Battle of Latrun

### أدب
- Ram Oren, Latrun, 2002, (ردمك 965-7130-10-7)